# Pfaffenhofen an der Ilm

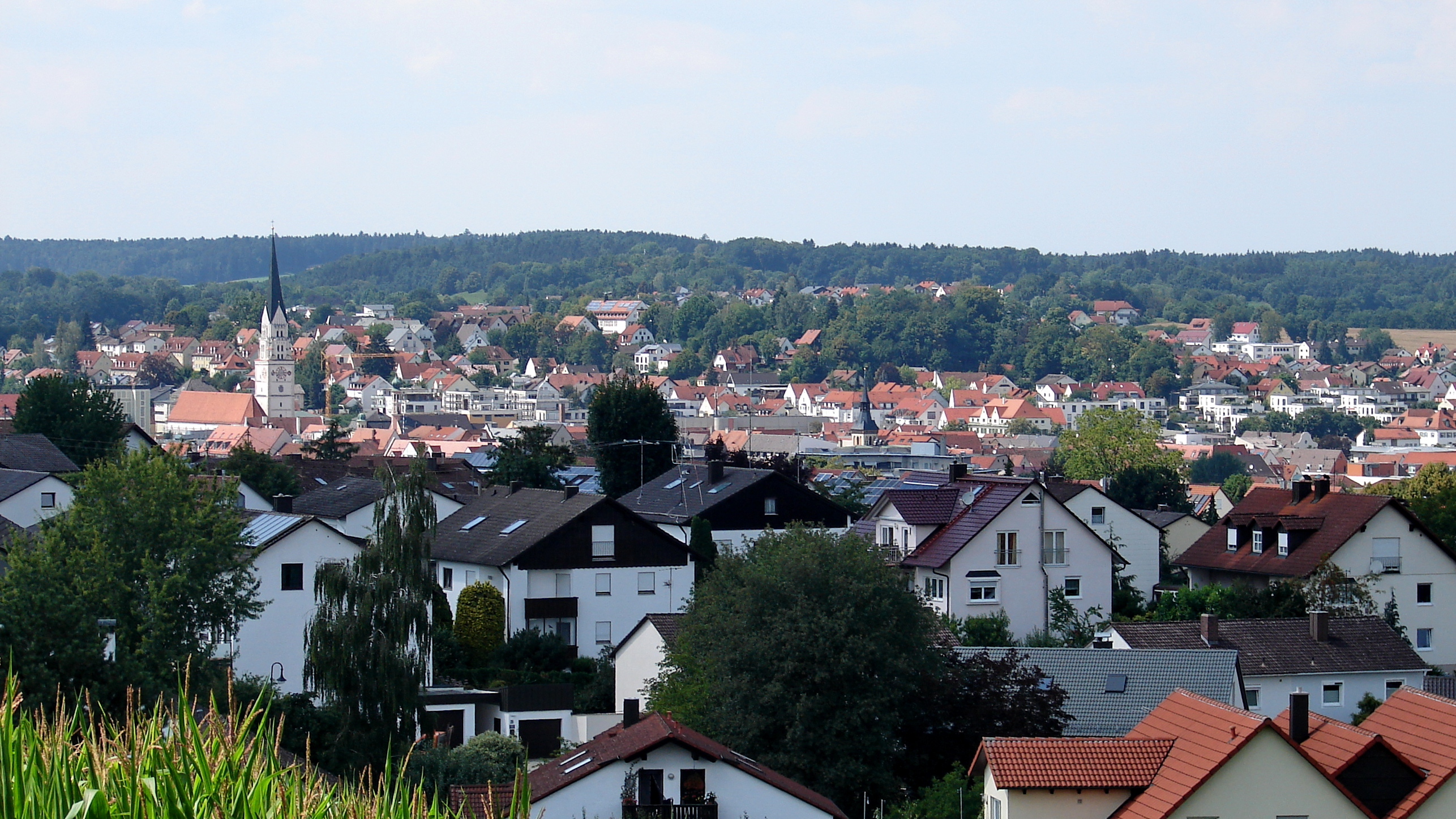
Panorama de Pfaffenhofen desde el este

Pfaffenhofen an der Ilm es una ciudad situada en el distrito de Pfaffenhofen, en el estado federado de Baviera (Alemania), con una población a finales de 2016 de unos 25 409 habitantes.

## Geografía

### Ubicación
Pfaffenhofen an der Ilm  Se encuentra ubicada en el centro del estado, en la región de Alta Baviera, cerca de la orilla sur del Río Danubio. En la región del alto Hallertau en el triángulo entre Múnich , Ingolstadt y Augsburgo .

### Partes del municipio
El municipio tiene 62 pueblos oficialmente nombrados (entre paréntesis se indica el tipo de asentamiento ):
| - Affalterbach (parroquia) - Altkaslehen (aldea) - Angkofen (Kirchdorf) - Bachappen (pueblo) - Berghof (despoblado) - Brunnhof (despoblado) - Buchhof (abandonado) - Doderhof (abandonado) - Ebenhof (abandonado) - Eberstetten (pueblo) - Eckersberg (pueblo) - Ehrenberg (parroquia) - Einödshof (abandonado) - Eja (aldea) - Eutenhofen (parroquia) - Förnbach (parroquia) | - Frechmühle (abandonado) - Fürholzen (pueblo) - Gittenbach (parroquia) - Göbelsbach (parroquia) - Griesbach (abandonado) - Grubhof (abandonado) - Gumpersdorf (abandonado) - Gundamsried (parroquia) - Haimpertshofen (parroquia) - Heißmanning (pueblo) - Höflmaier (abandonado) - Holzried (aldea) - Kienhöfe (aldea) - Kleinebenhof (abandonado) - Kleinreichertshofen (parroquia) - Köglhaus (abandonado) | - Köhlhof (abandonado) - Kreuzmühle (abandonado) - Kuglhof (aldea) - Langenwiesen (abandonado) - Menzenbach - Menzenpriel (abandonado) - Niederscheyern (parroquia) - Pallertshausen (abandonado) - Pernzhof (aldea) - Pfaffenhofen a.d.Ilm (capital) - Radlhöfe (aldea) - Riedhof (abandonado) - Schabenberg (aldea) - Seugen (aldea) - Siebenecken (pueblo) | - Siebeneichmühle (abandonado) - Straßhof (aldea) - Streitdorf (pueblo) - Sulzbach (pueblo) - Tegernbach (parroquia) - Thalhof (aldea) - Uttenhofen (parroquia) - Walkersbach (parroquia) - Wasenstatt (abadonado) - Weihern (pueblo) - Weingarten (abandonado) - Weyern (aldea) - Wolfsberg (pueblo) - Zierlmühle (abandonado) - Zweckhof (abandonado) |

## Historia

### Primeros tiempos y antigüedad
Las primeras huellas de asentamiento de la temprana Edad de Bronce se pueden encontrar entre Pfaffenhofen y Niederscheyern. Se han conservado montículos de tumbas de la Edad del Hierro, de bronce y más antiguas, especialmente en las áreas forestales al norte de Pfaffenhofen. Las  zanjas son la única evidencia del asentamiento celta de la región de Pfaffenhofen.

### Edad Media

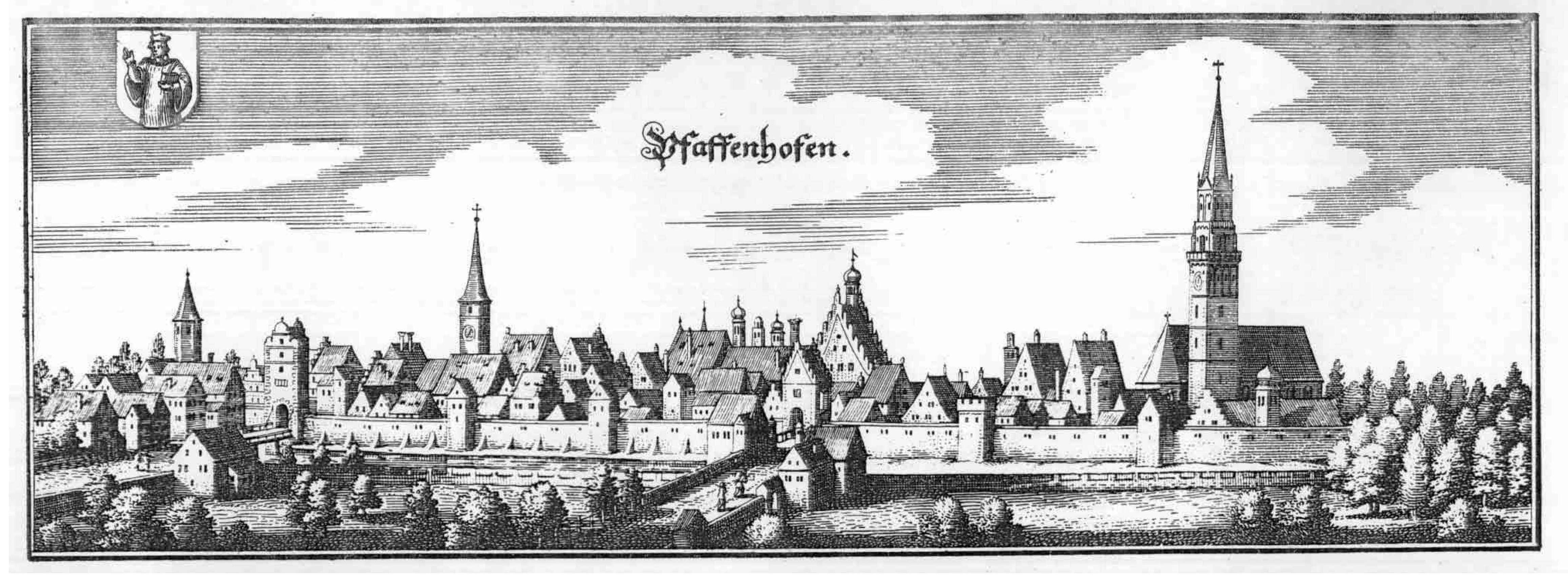
Vista de Pfaffenhofen con su muralla desde el norte, alrededor de 1665

La historia temprana de Pfaffenhofen es en gran parte desconocida. Sin embargo, la mayoría de los investigadores locales asume que los monjes del antiguo monasterio benedictino de Ilmmünster en el siglo VIII en el Pfaffenhöfen cerca de ciudad vieja en el norte actual de la ciudad.
Pfaffenhofen se mencionó por primera vez en documentos en 1140. El término mercado existe desde 1197.
En el siglo XIII el castillo de hombre de servicio "Trosberg" en una colina cerca de Weihern estaba ocupado. En 1318, el mercado de Pfaffenhofen fue galardonado con el Libro de los Derechos de la Ciudad de Múnich por Luis IV de Baviera . El sello más antiguo de Pfaffenhofen data de 1333. En 1388 Pfaffenhofen, incluida la iglesia y el castillo, fue quemado en la gran guerra de la ciudad.
Una boda principesca tuvo lugar en Pfaffenhofen en 1396: Ernesto de Baviera-Múnich, hijo del Juan II de Baviera, se casó con Elisabeth, hija del duque Bernabé de Milán de la familia Visconti . 
"Henry el Prochsel" fue nombrado alcalde en 1412. En 1438, Pfaffenhofen fue mencionada por primera vez como ciudad. Las fortificaciones de la ciudad comprenden una muralla con 17 torres y 4 puertas fortificadas.

### Edad Moderna temprana

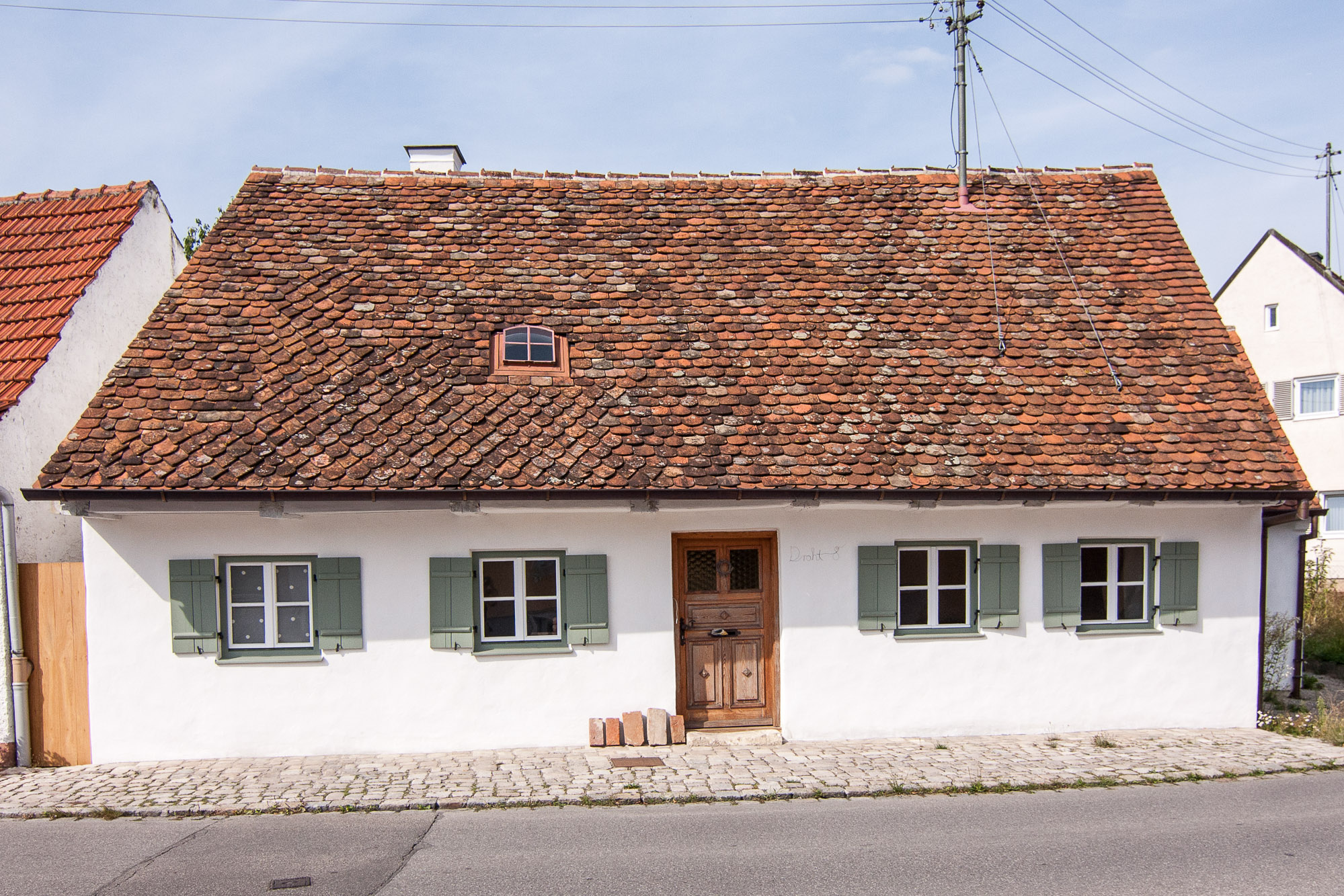
Weberhäusl am Draht, construida en 1705, desde entonces ha sido ampliamente renovada

De 1632 a 1634, la Guerra de los Treinta Años trajo una severa presión sobre la población de Pfaffenhofen; La extensión de la peste redujo significativamente la población.
El 17 de julio de 1704, el suburbio de Pfaffenhofen fue incendiado por húsares ingleses en el período previo a la Batalla de Höchstädt. Las llamas destruyeron 43 edificios, incluido el predecesor de Weberhäusl am Draht.
Durante la Guerra de Sucesión de Austria , en abril de 1745 cerca de la ciudad se produjo la batalla de Pfaffenhofen, donde los austriacos derrotaron a un ejército franco-bávaro . Esta derrota obligó a Baviera a abandonar la alianza contra Austria.

### sigloXIX

#### Ciudad Real
En el año 1806, en el curso del desarrollo político en el período napoleónico - Baviera se convirtió en un reino - Pfaffenhofen se convirtió en una "ciudad real bávara". En 1812, esta ciudad real de Pfaffenhofen también recibió un nuevo escudo de armas.

#### Estructura profesional 1809
La ciudad de Pfaffenhofen tenía a principios del siglo XIX tenía una amplia gama de oficios hoy en parte desconocidos. En 1809 había 69 profesiones diferentes y 173 comerciantes. Con 319 edificios residenciales existentes en ese momento, había más de 50% de promotores de casas que trabajaban en la construcción.

#### El ferrocarril y la industrialización

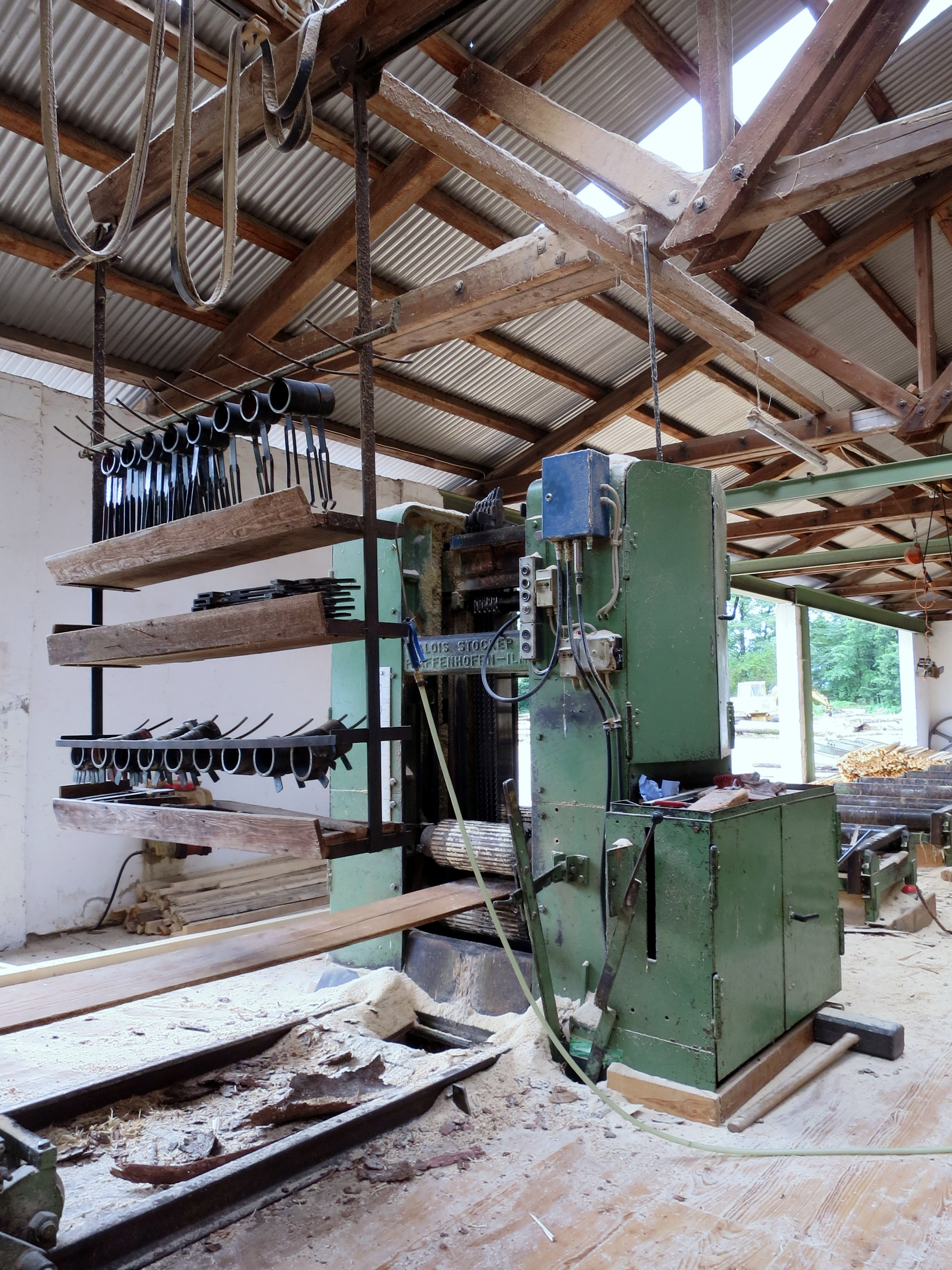
Sierra de marcos en el Zierlmühle: producto de la empresa Stocker

A mediados del siglo XIX  se estableció una línea "Postomnibus", que trajo las primeras mejoras con una conexión desde Múnich a través de Lohhof, Pfaffenhofen y más allá a través de Ingolstadt a Eichstätt. El desarrollo decisivo del sistema de transporte y, por lo tanto, la ciudad de Pfaffenhofen trajo consigo el año 1867: la puesta en marcha de la línea de ferrocarril Múnich - Ingolstadt con una estación en Pfaffenhofen. Posteriormente, las primeras empresas de fabricación de máquinas se establecieron cerca de la estación de tren. La línea inicial que era de una sola vía, en septiembre de 1891 pasó a tener dos vías.
Un ejemplo de la ubicación de una fábrica de máquinas cerca de la estación de tren es la fábrica de máquinas Stocker. 
Desde principios del siglo XIX, los propietarios inicialmente establecieron una forja de  y una fábrica de armas en el Daselmühle cerca de Mitterscheyern. En 1882, Kaspar Stocker se estableció en Pfaffenhofen en  Münchener Straße 26 . Estableció una fábrica de sierras circulares y pendulares, verjas y otras máquinas y piezas individuales. La compañía ganó una buena reputación después de solo unos años. Su fama se extendió más allá del área circundante, llegó a la ciudad de Múnich e incluso al extranjero. La compañía estuvo presente en la exposición mundial en París con sus 68 productos y recibió un premio.

#### Nuevos edificios
El nuevo ayuntamiento fue inaugurado en 1868 y desde entonces ha caracterizado la plaza principal. Dos edificios escolares se construyeron antes del cambio de siglo.

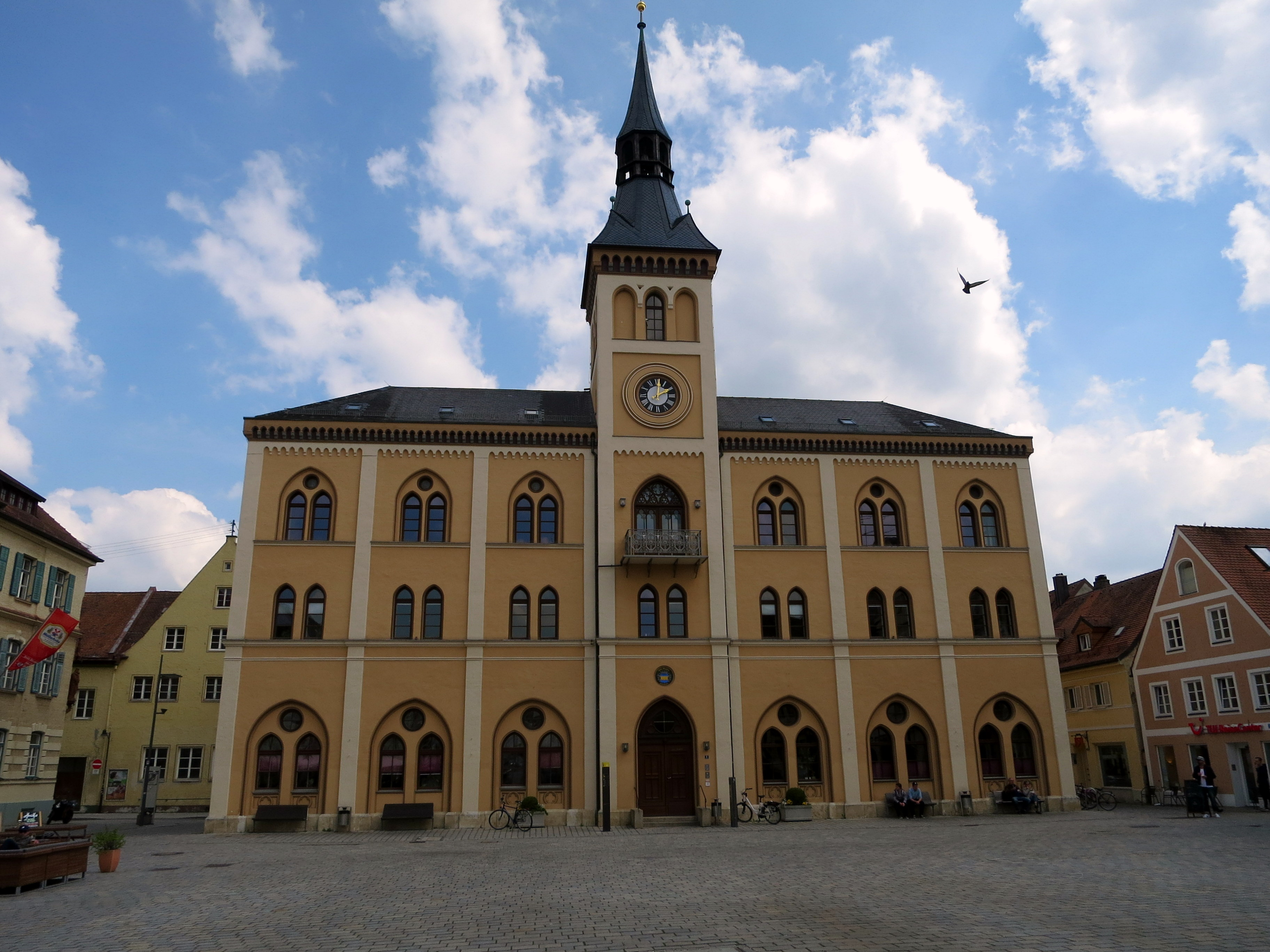
Ayuntamiento 1868
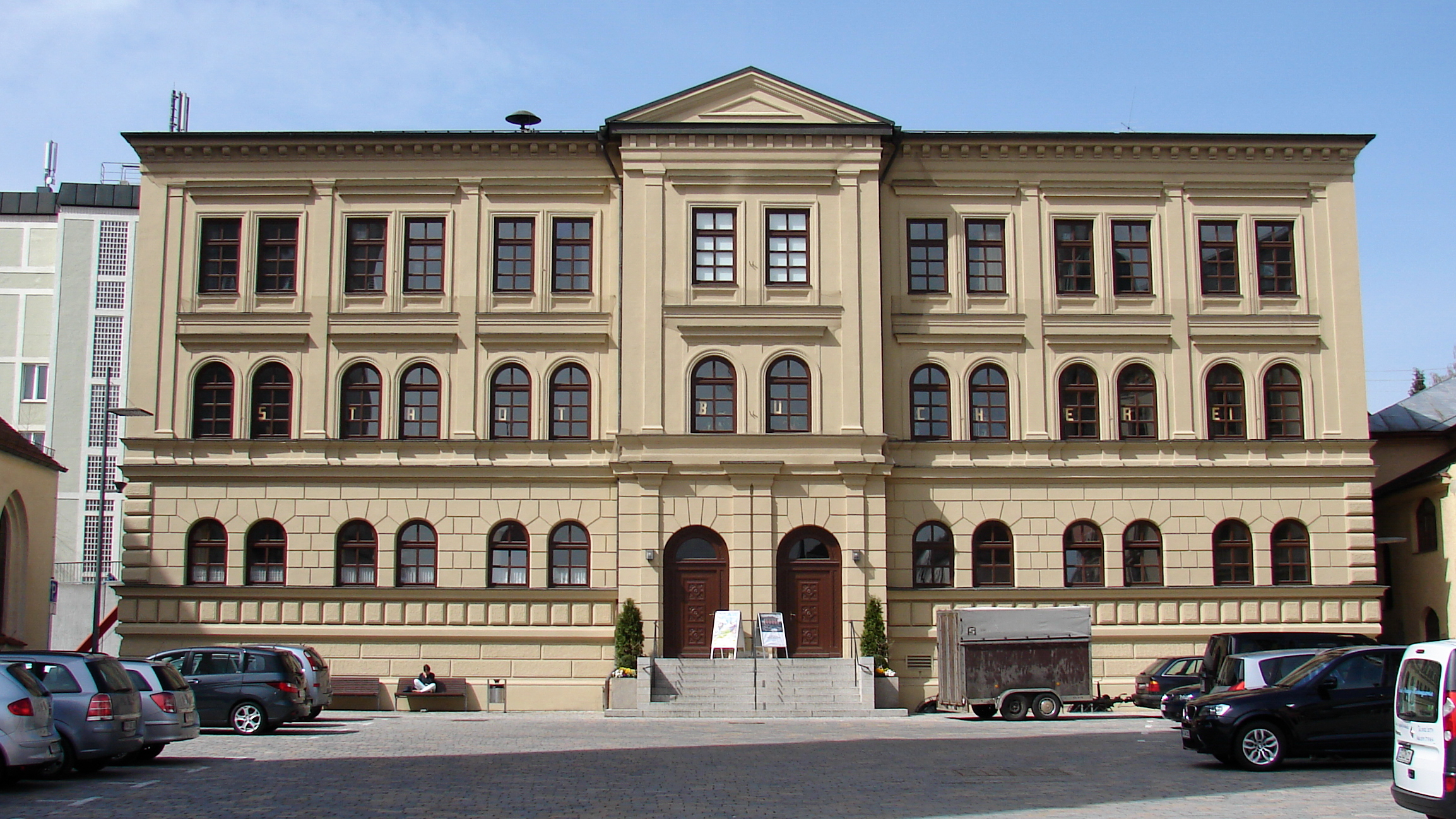
Escuela 1877
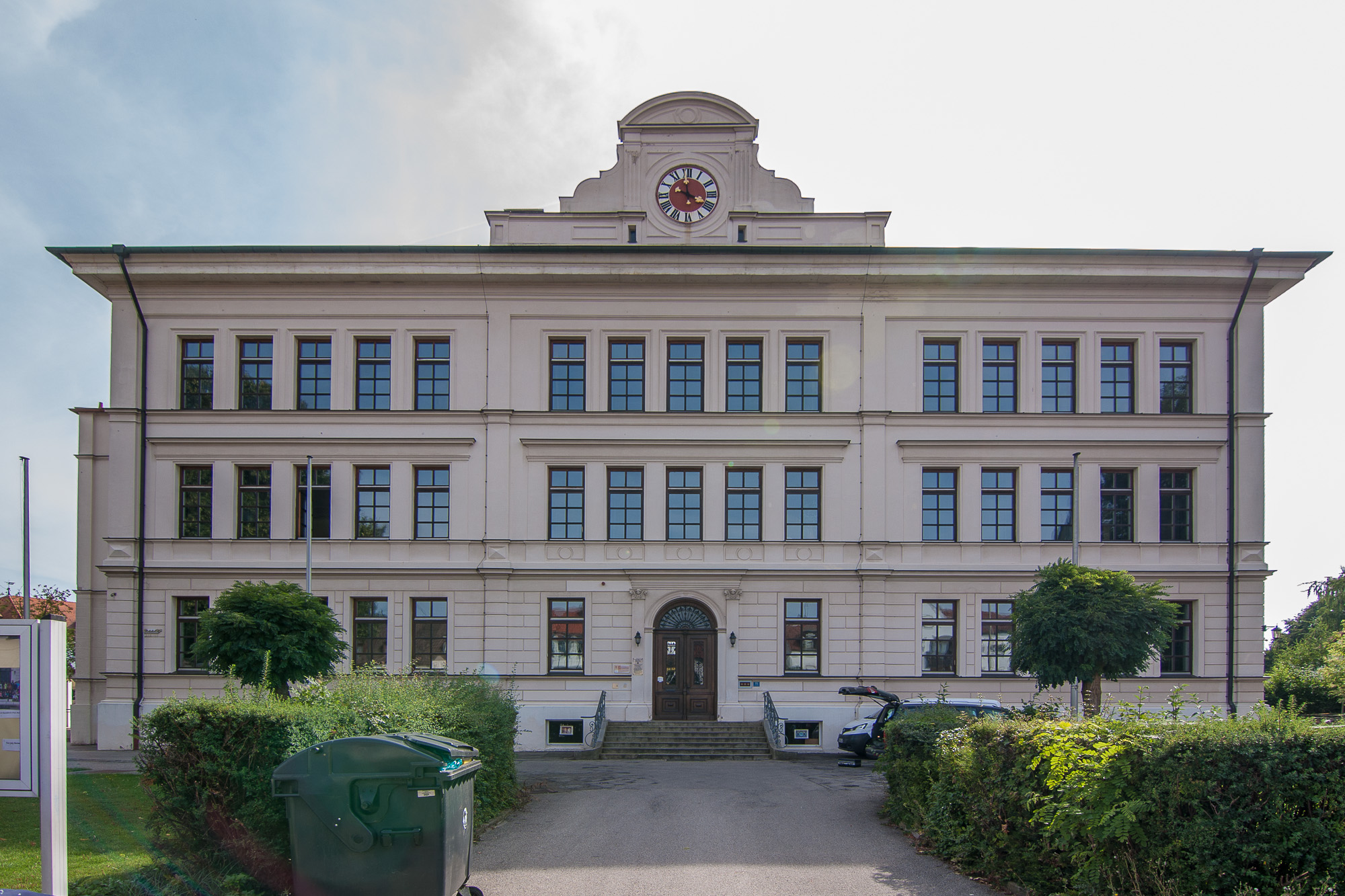
Escuela de niños 1898
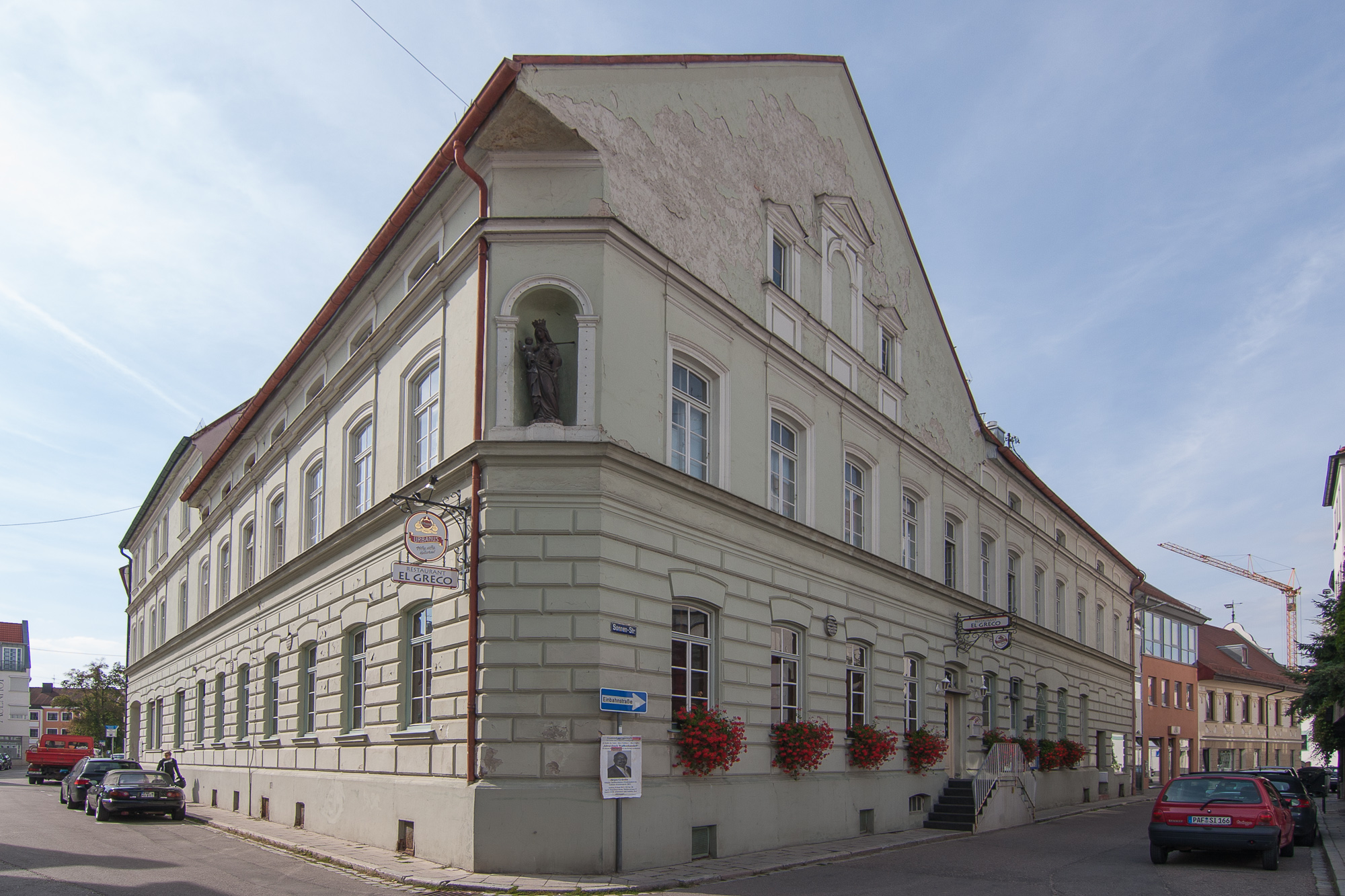
Pensión 1878
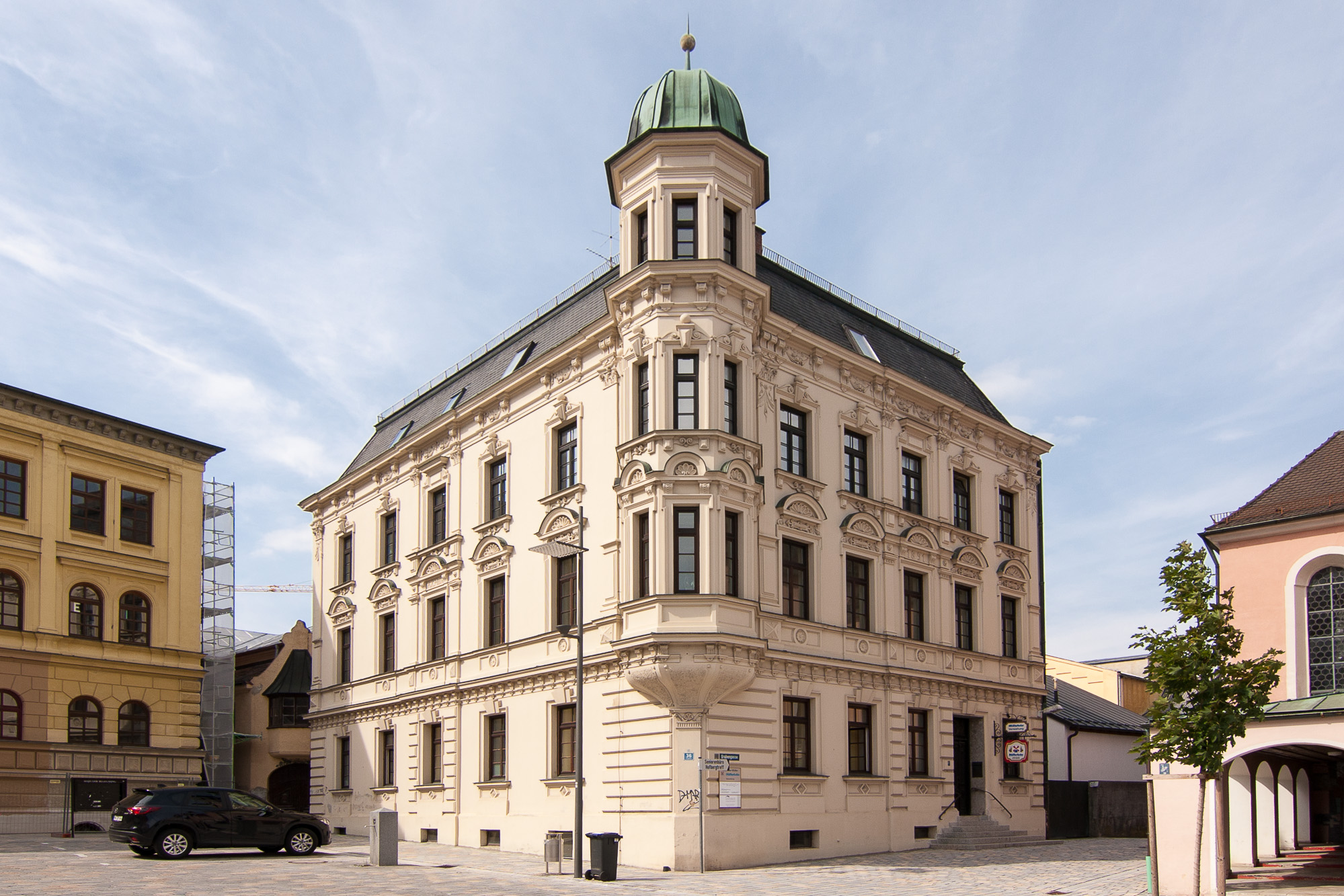
Edificio administrativo 1891
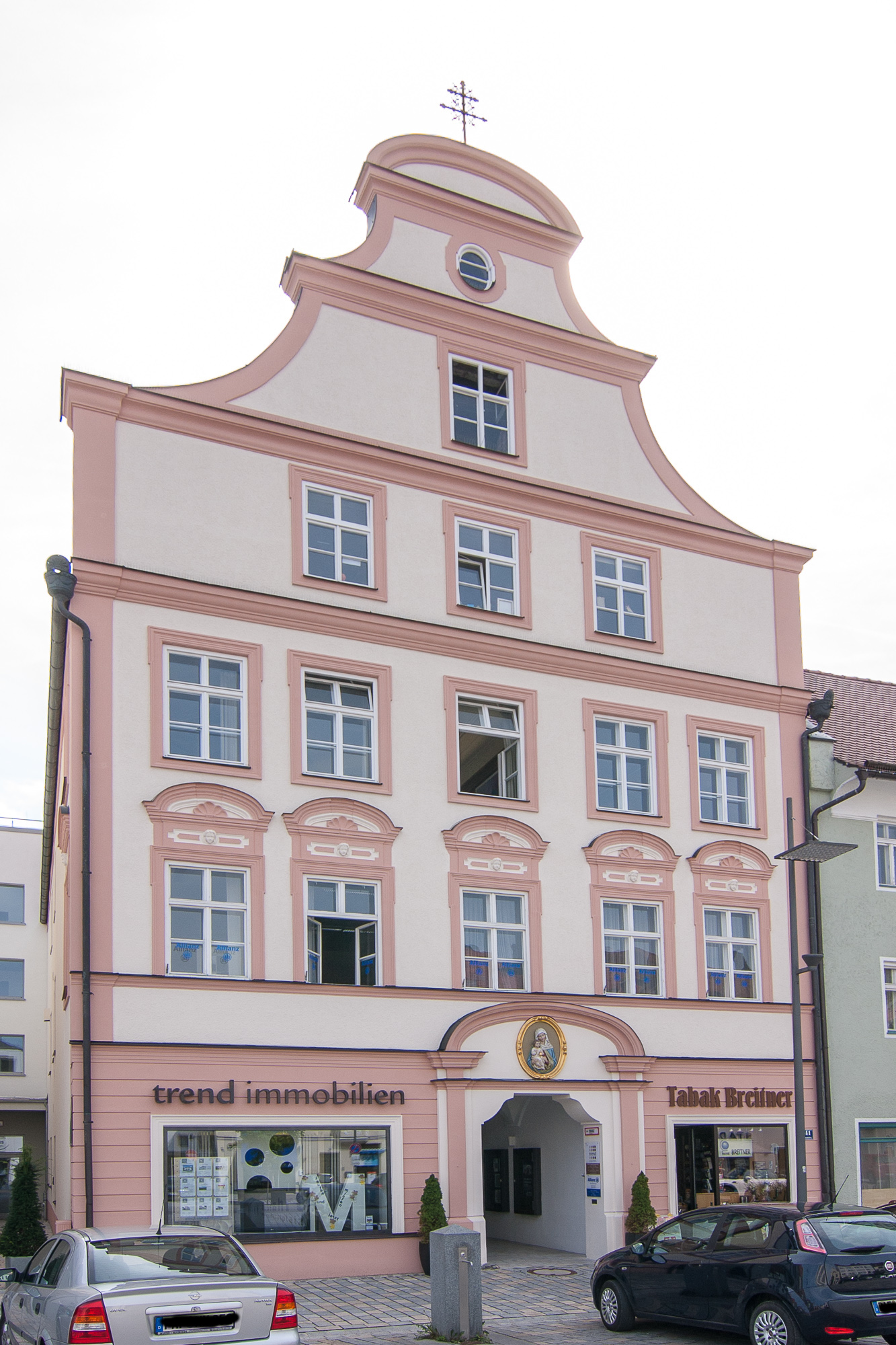
Edificio comercial en torno a 1900
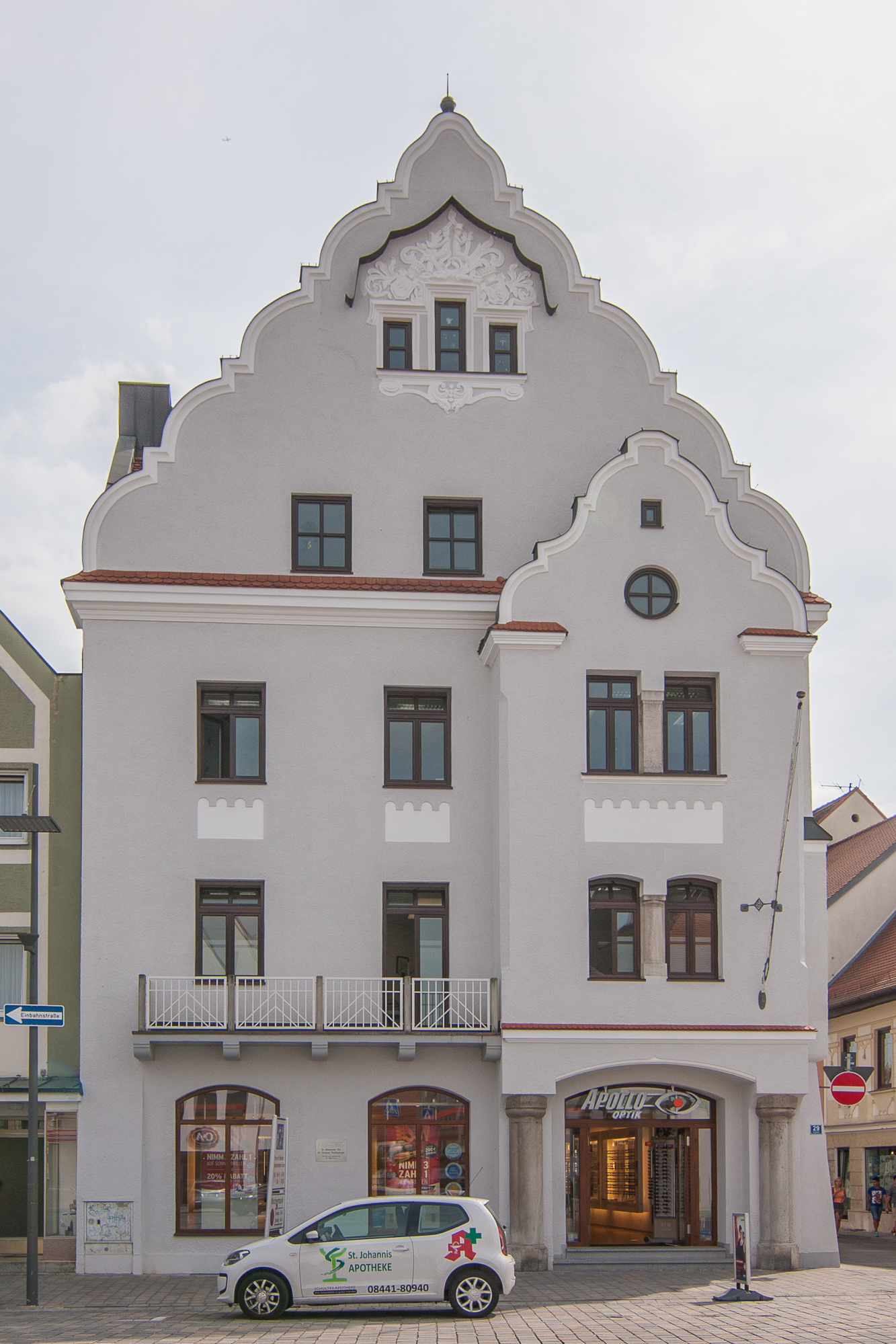
Correos  1908
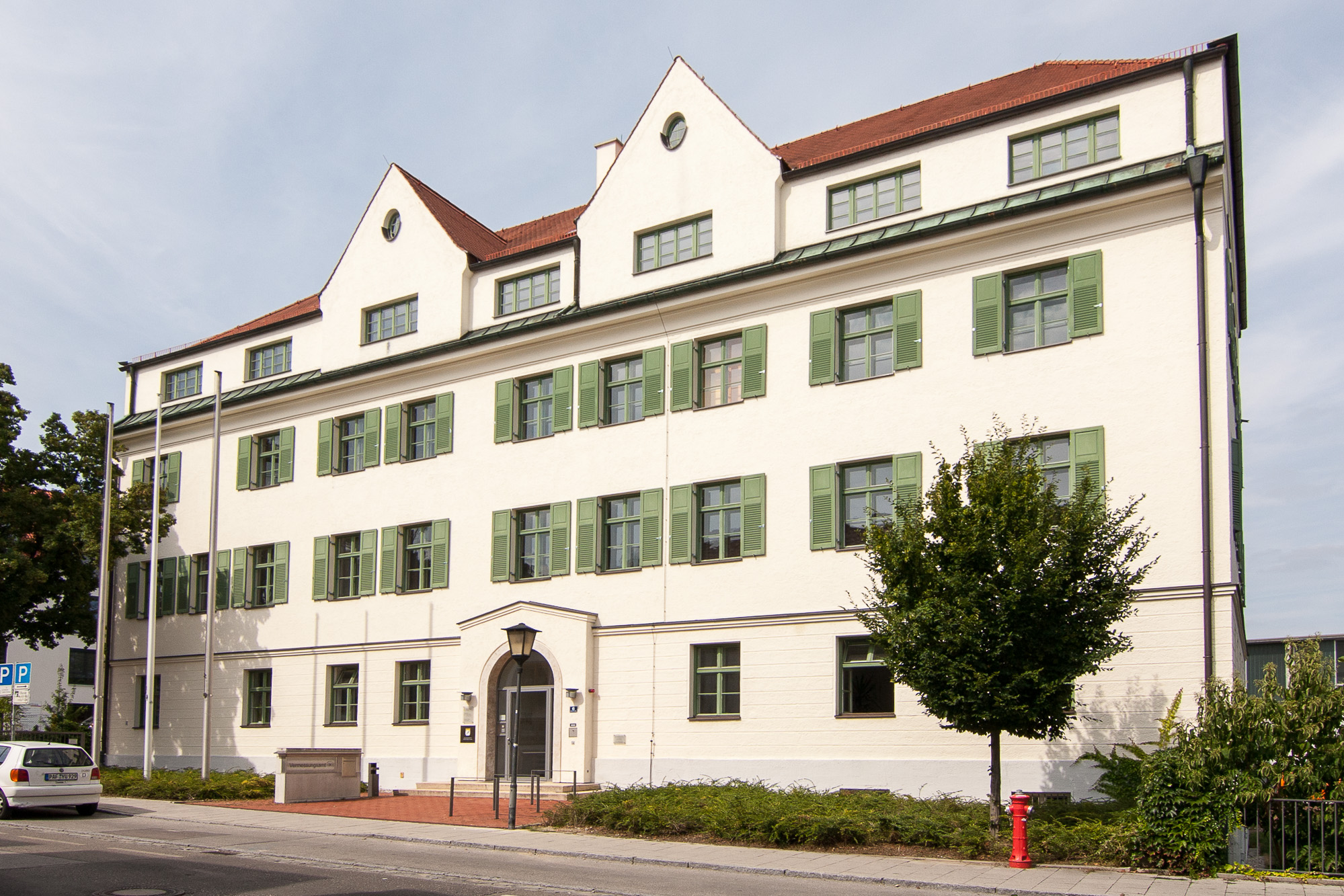
Oficina de impuestos 1912

#### Electrificación y teléfono
En 1899, la iluminación eléctrica llegó a Pfaffenhofen y en el mismo año se abrió la primera compañía telefónica pública con diez conexiones.

### sigloXX

#### 1914-1945 período de cambios
La Primera Guerra Mundial supuso grandes transformaciones  para la ciudad de Pfaffenhofen. Con el cambio del imperio a la República de Weimar, después de la pérdida de vidas y heridas emocionales causadas por la gran guerra, hubo cambios sociales tremendos, que también tuvieron un impacto en la pequeña ciudad.
A pesar de la devaluación de la moneda en 1923, la Iglesia Evangélica se completó en 1926. Anteriormente, los servicios debían realizarse en el ayuntamiento.
El primer festival de la ciudad, el llamado Hallertau Oktoberfest, tuvo lugar en 1929.
En 1932, el uso de la antigua sala de salto Weinmiller por Georg Hipp comenzó el desarrollo de la compañía "Nutrient Hipp". A lo largo de las décadas, se ha convertido en la empresa más importante de Pfaffenhofen, Hipp Holding .
En las elecciones al Reichstag de 1933, el NSDAP logró su mayor resultado electoral en la Alta Baviera con el 43.1 por ciento de los votos en Pfaffenhofen. Ya en 1923, algunos partidarios de Hitler de Pfaffenhofen participaron en la llamada Marcha a Feldherrnhalle . Algunas personas de las SS de Pfaffenhofen hicieron una carrera, Anton Thumann es un ejemplo particularmente llamativo. Entre 1933 y el final de la guerra en 1945 hubo un apoyo activo del régimen gobernante entre los habitantes de la ciudad. El monumento a las víctimas del nacionalsocialismo rinde homenaje a algunos de los destinos de los afectados de este período.

#### La posguerra en elsigloXX
El Partido Socialdemócrata de Alemania - Landesverband Bayern fue fundado el 6 de octubre de 1945 en Pfaffenhofen an der Ilm.
En 1964 se construyó una escuela secundaria en Pfaffenhofen.  En 1972-1973 se añadió  un nuevo edificio; El antiguo edificio fue entregado a la escuela secundaria en 1976. El centro escolar en Gerolsbach fue construido en 1966-1968. Desde entonces, este centro ha crecido continuamente y se ha modernizado muchas veces.
En 1972 se incorporaron once comunidades anteriormente independientes; Pfaffenhofen tenía así 13.362 habitantes. En 1978 también se incorporó la antigua comunidad de Niederscheyern. Esta reforma municipal hizo que el área de la ciudad creciera mucho en el distrito.
La pista de carreras de  caballos trotadores con arnés, la llamada Hopfenmeile se abrió en 1981. La cita  de  1988,  se llevó a cabo durante tres días en el 550 aniversario de la ciudad. En 1994 se abrió la escuela y el centro deportivo en Niederscheyern. El primer festival de ciudadanos tuvo lugar en 1999.

### sigloXXI
En 2001 se abrió la nueva piscina al aire libre y entró en funcionamiento la planta de cogeneración de biomasa . 
En 2013, la ciudad del condado escapó por poco de una  inundación desastrosa, en la noche del domingo al lunes 3 de junio de 2013 (nivel máximo alrededor de las 4:00 a. m.). Durante toda la noche, los servicios de emergencia tuvieron que instalar barreras de sacos de arena, bombear sótanos y acordonar caminos. La escuela secundaria, el recinto de  EON y Schulstrasse estaban bajo el agua,  así como el parque de esculturas y la planta de tratamiento de aguas residuales. Hacia Wolnzach, el valle de Ilm era como un paisaje lacustre. Las presas y las barreras de desbordamiento se abrieron de par en par y se convirtieron en cascadas furiosas. El Ilm y el río Gerolsbach se pararon al borde de sus orillas y el agua subterránea presionó con fuerza en los sótano. El administrador del distrito llamó a la alarma de desastres y las escuelas permanecieron cerradas.

## Religiones
Tres diócesis son responsables de las parroquias católicas en Pfaffenhofen: diócesis de Augsburgo, Múnich-Frisinga y Ratisbona . La frontera de la diócesis entre Múnich y Augsburgo atraviesa directamente la clínica.
La parroquia evangélica luterana en Pfaffenhofen existe desde 1897, los servicios tienen lugar en la Kreuzkirche. 
Desde la década de 1960 ha habido una congregación de la Iglesia Evangélica Libre (Bautista ) con un pastor a tiempo completo.
También hay una parroquia de la Iglesia Nueva Apostólica en Pfaffenhofen.
La comunidad turco-islámica  DITIB ha tenido su propia mezquita y centro comunitario en Hohenwarter Strasse desde 2016.
Bajo el título Mesa de las Religiones, los eventos se llevan a cabo regularmente y por invitación de la asociación cultural internacional, que tienen como fin  conocerse y apoyar la convivencia con otras culturas y religiones. Además de la o.g. de iglesias cristianas participan en esto, la comunidad budista, la comunidad islámica turca DITIB y también otros grupos no eclesiásticos con antecedentes culturales internacionales, como la asociación cultural albanesa-alemana Sali Çekaj, el grupo vietnamita y representantes de la ciudad. (DK Nov. 2011).

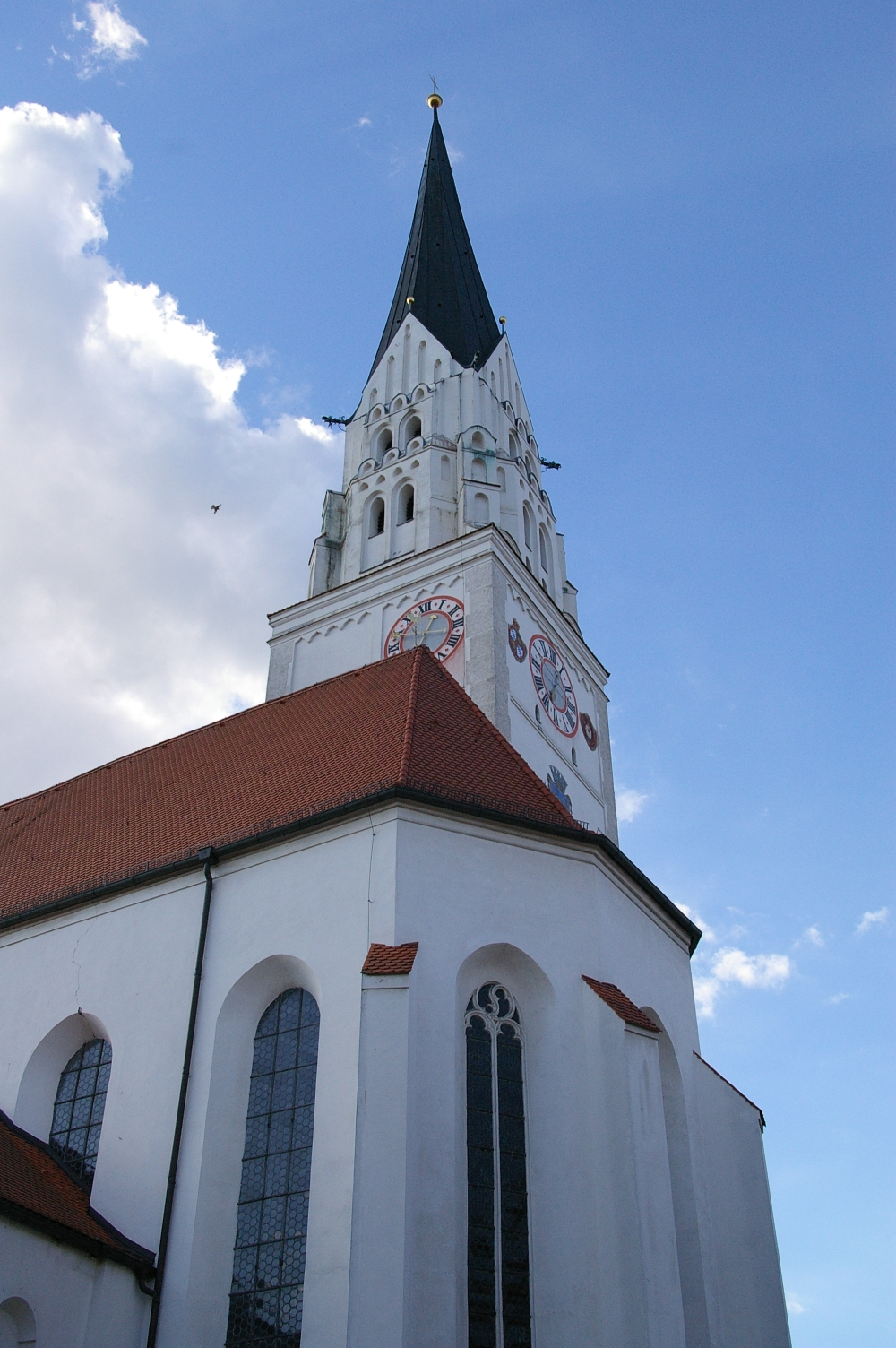
Stadtpfarrkirche St. Johannes Baptist (Pfaffenhofen an der Ilm)
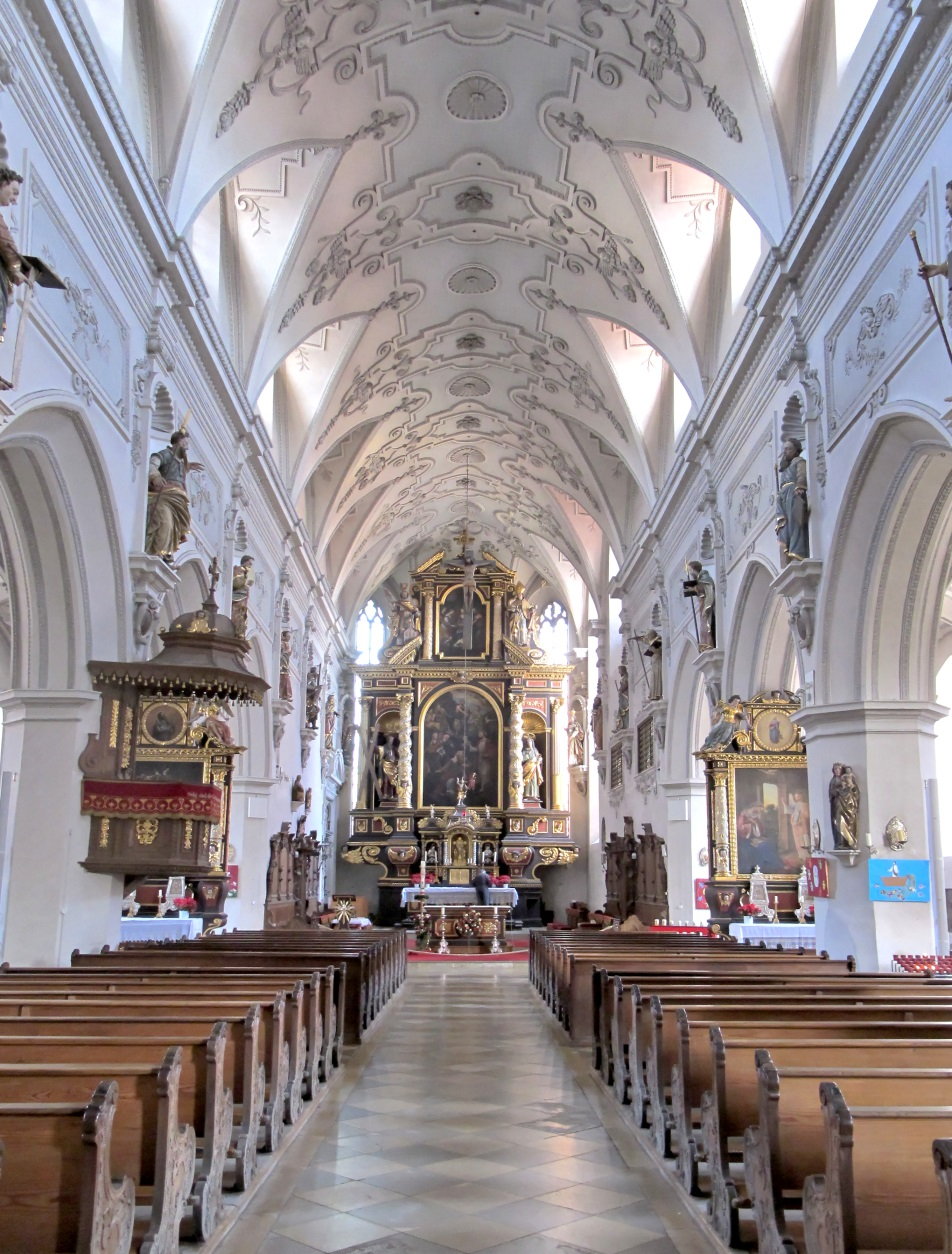
Nave central  de la  Stadtpfarrkirche (iglesia parroquial)
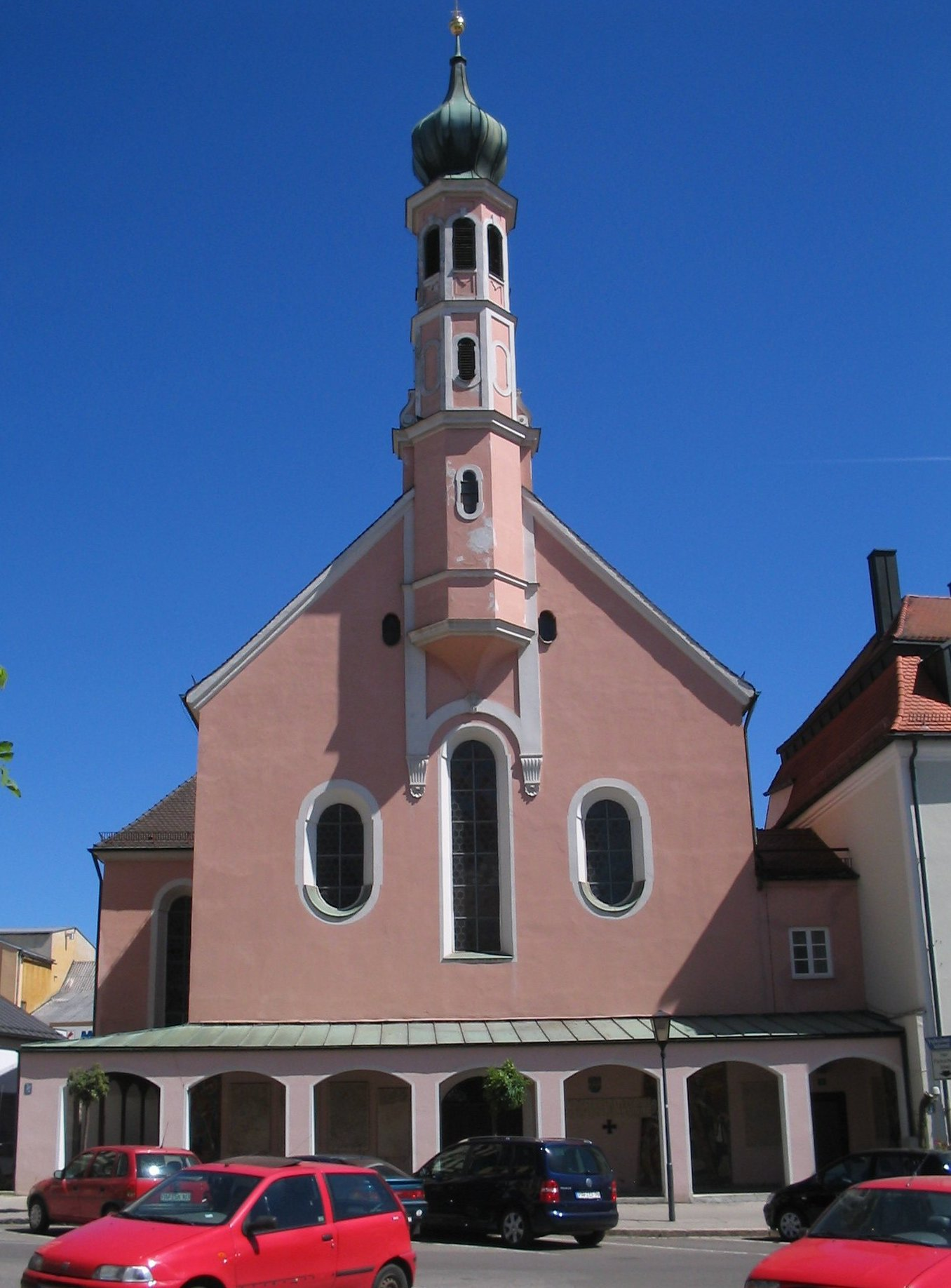
Iglesia del Hospital del Espíritu Santo (Pfaffenhofen an der Ilm)
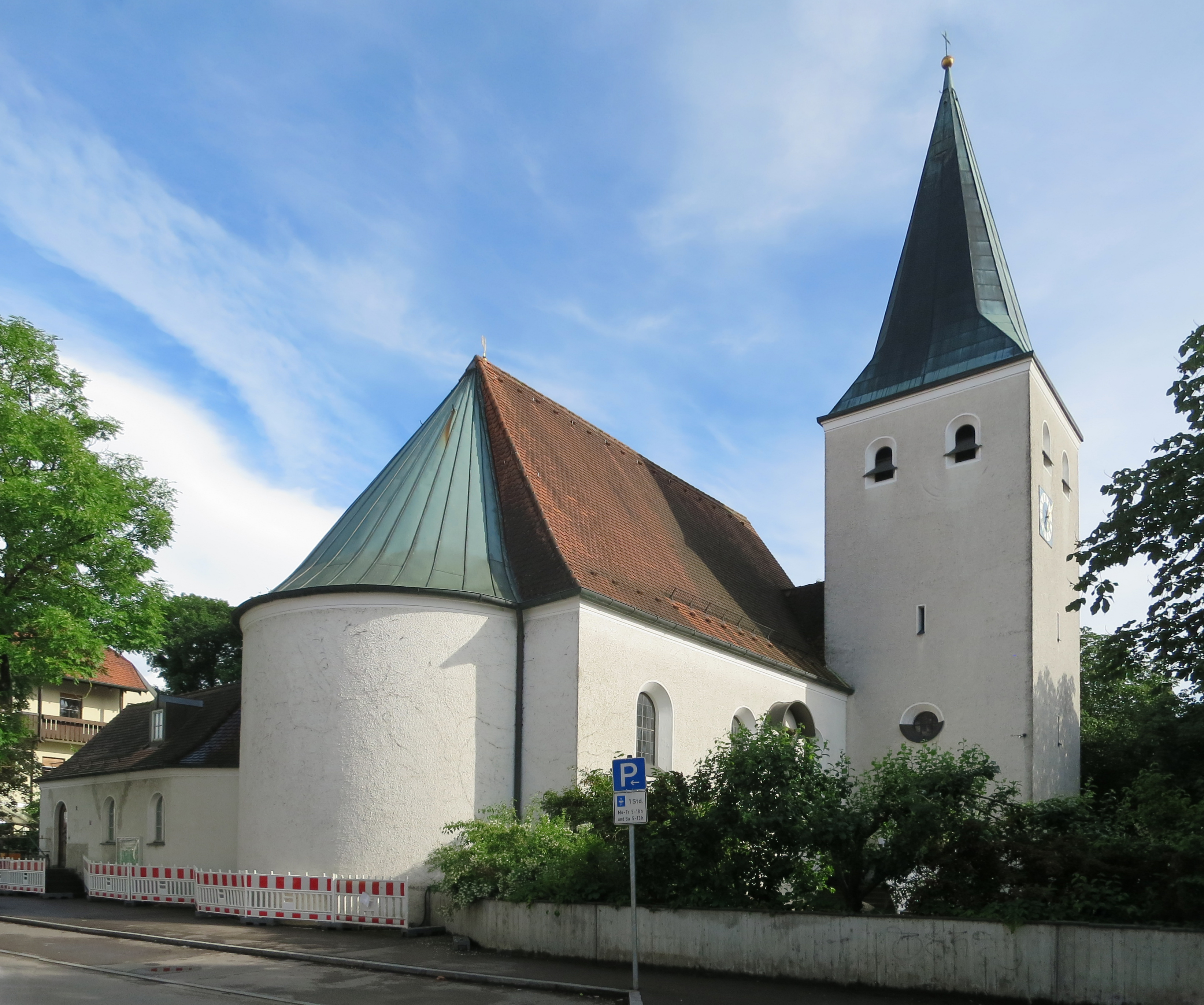
Kreuzkirche (Pfaffenhofen an der Ilm), Iglesia Evangélica de Baviera Kreuzkirche
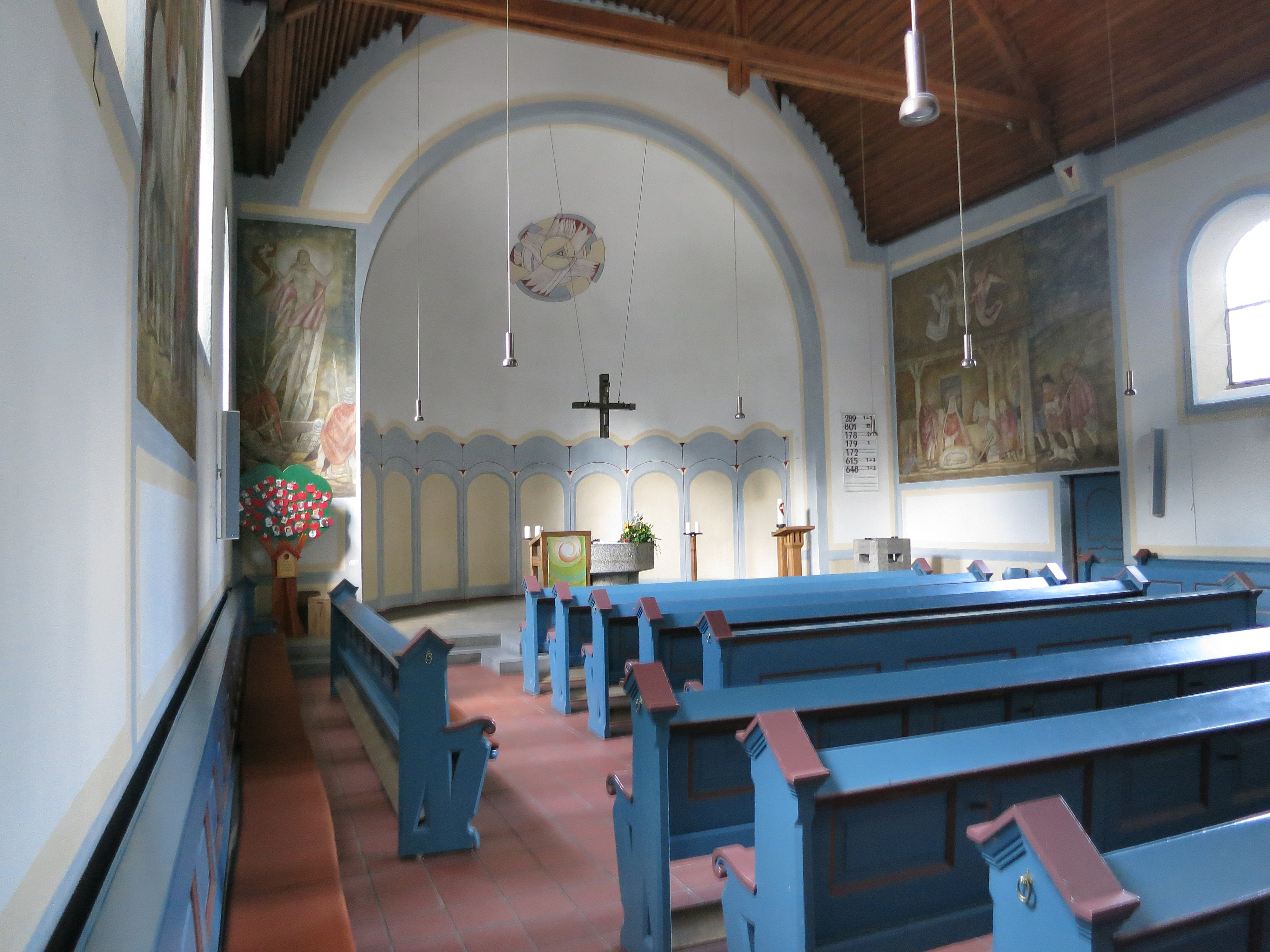
Interior de la Kreuzkirche
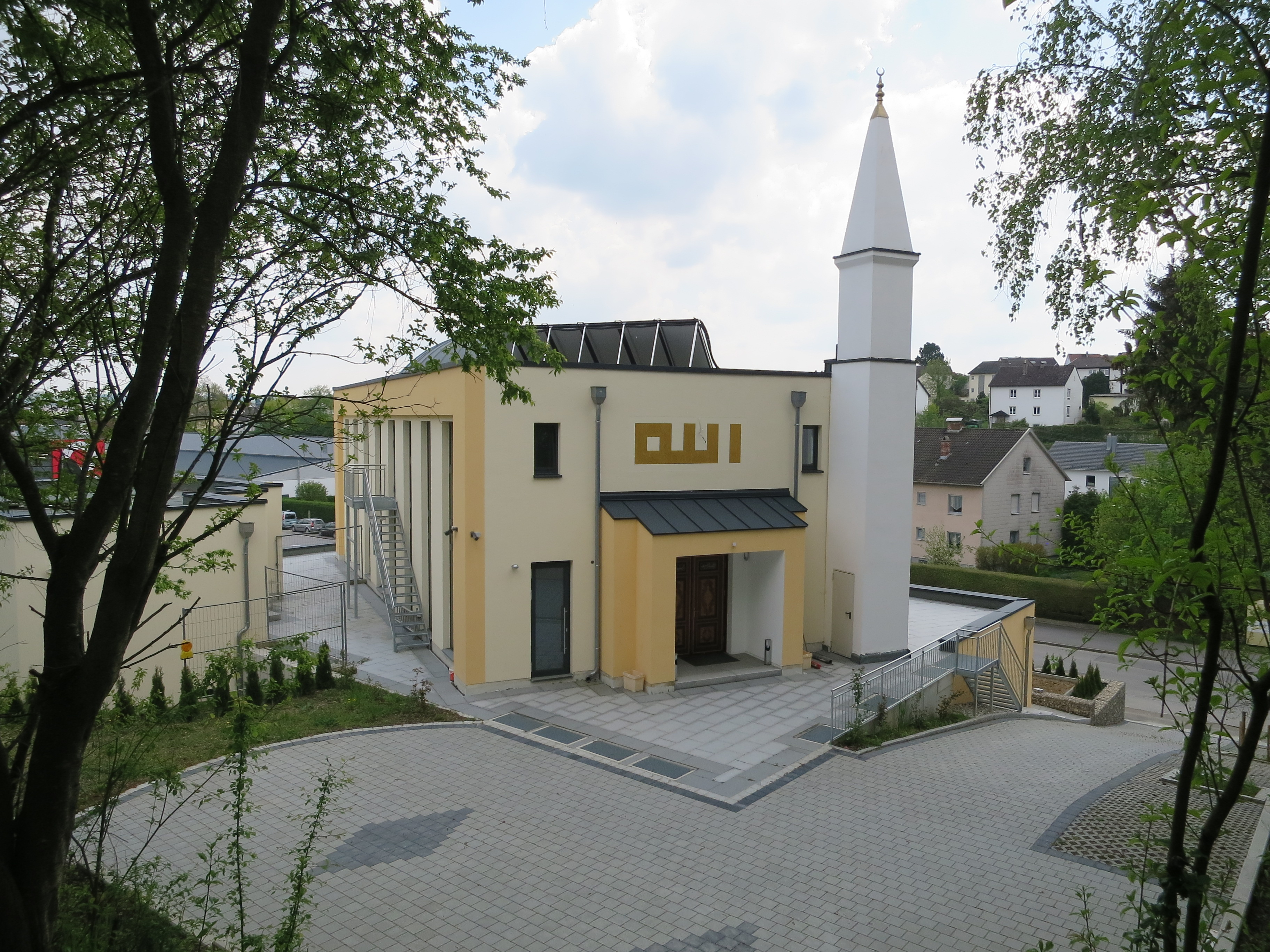
Mezquita de la Comunidad turco-islámica, Pfaffenhofen an der Ilm

### Estadísticas por religiones
De los 26,230 residentes de Pfaffenhofen registrados con su residencia principal (estado: 31 de diciembre de 2018) pertenecen  13,486 (51%) a la Iglesia católica; 2,583 (10%) son protestantes y 10,161 (39%) pertenecen a otra religión o no son confesionales. A partir de 2016/2017, los resultados son los siguientes: 13,804 personas el 54% son católicos de Pfaffenhofen, 2.675, es decir el 10% protestantes y 9.274 el 36% pertenecía a otra religión o no tenía denominación.

## Desarrollo del área urbana

### Incorporaciones

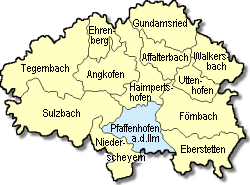
Localización de las comunidades rurales que se incorporaron a Pfaffenhofen a.d. Ilm en la reforma de 1971 a 1978

En el curso de la reforma territorial de 1971 a 1978, las comunidades rurales que se muestran en el gráfico adyacente se incorporaron a la ciudad de Pfaffenhofen. Estas tuvieron lugar en las siguientes fechas:
En el primero de abril de 1971 se incorporó parte del municipio previamente independiente de Eberstetten . En el primero de  enero de 1972 se añadieron  Angkofen, Ehrenberg, Förnbach, Gundamsried, Haimpertshofen, Sulzbach, Tegernbach, Uttenhofen y Walkersbach . Affalterbach se incorporó  el 1 de julio de 1972.  Y con Niederscheyern el 1 de mayo de 1978 se completa la serie de incorporaciones.

### Desarrollo de la población
Pfaffenhofen an der Ilm creció en 5.636 habitantes o aproximadamente el 31% de 1988 a 2011. Entre 1988 y 2018, la población aumentó de 18.335 a 25.917 en 7.582 y el 41,4% respectivamente .
| - 1780: 01.281 Habitantes - 1802: 01.438 Habitantes - 1832: 01.712 Habitantes - 1850: 02.000 Habitantes - 1871: 02.448 Habitantes - 1900: 03.822 Habitantes - 1933: 04.631 Habitantes - 1950: 07.355 Habitantes - 1961: 08.853 Habitantes - 1970: 10.035 Habitantes - 1972: 13.362 Habitantes | - 1980: 15.553 Habitantes - 1990: 18.935 Habitantes - 1995: 21.327 Habitantes - 2000: 22.000 Habitantes - 2005: 23.534 Habitantes - 2010: 24.441 Habitantes - 2015: 25.226 Habitantes |

## Política

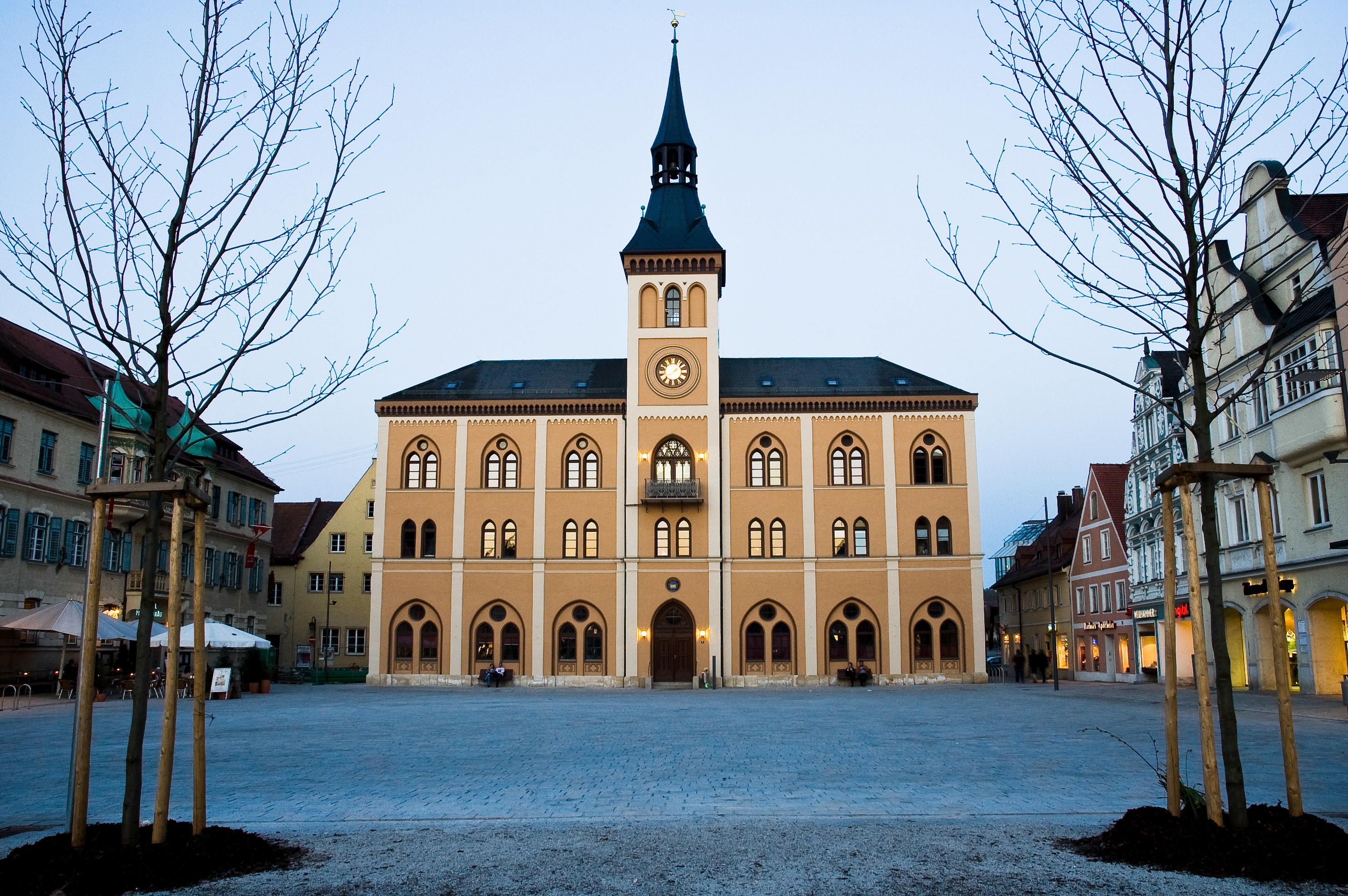
Rathaus (ayuntamiento), Fachada en 2009

### Alcaldes
| - 1795–1817: Lorenz Wannersperger - 1818–1820: Johann Nepomuk Mulzer - 1820–1823: Augustin Lorenz - 1823–1825: Leopold Wörl - 1825–1832: Kaspar Kratzer - 1832–1833: Joseph Eberl - 1834–1836: Augustin Kittenbacher - 1836–1842: Hermann Lenz - 1842–1848: Johann Anton Seidl - 1848–1852: Kaspar Eckinger - 1852–1870: Anton Rieder - 1870–1882: Joseph Seitz - 1882–1883: Anton Rieder - 1884–1894: Ludwig Lechner - 1894–1907: Xaver Haindl | - 1907–1911: Karl Rieder - 1912–1919: Johann Amberger - 1919–1933: Georg Grabmair - 1933–1935: Sebastian Niedermayr - 1935–1940: Otto Bauer - 1940–1941: Sebastian Niedermayr - 1941–1945: Joseph Mayr - 1945–1946: Hans Demmelmeier, CSU - 1946–1956: Wilhelm Stocker, CSU - 1956–1972: Jakob Sanwald, FWG - 1972–1984: Anton Schranz, FWG - 1984–1990: Josef Hobmeier, FWG - 1990–2008: Hans Prechter, CSU - 2008–hoy: Thomas Herker, SPD \| Elecciones locales 2020: Ayuntamiento[18] Participación electoral: 62.4% (2014:58.8%). Expresado en porcentajes sin decimales \| \| \| |
| Elecciones locales 2020: Ayuntamiento Participación electoral: 62.4% (2014:58.8%). Expresado en porcentajes sin decimales | |
| | |

|        | CSU | FW | SPD | GRÜNE | FDP | ödp | FUW | Total      |
| 2002   | 13  | 5  | 5   | 2     | 1   | 2   | 2   | 30 escaños |
| '2008' | 11  | 5  | 6   | 3     | 2   | 2   | 1   | 30 escaños |
|        | CSU | FW | SPD | GRÜNE | FDP | ödp | GfG | Total      |
| '2014' | 10  | 5  | 9   | 2     | 1   | 2   | 1   | 30 escaños |
| '2020' | 10  | 5  | 7   | 4     | 1   | 2   | 1   | 30 escaños |

Los Verdes y el ödp han formado un grupo parlamentario para el período 2014-2020

## Economía e infraestructuras
En el Zukunftsatlas 2016, el distrito de Pfaffenhofen an der Ilm ocupó el lugar 24 de 402 condados, asociaciones municipales y ciudades independientes en Alemania y, por lo tanto, es una de las regiones con "oportunidades futuras muy altas".

### Oficinas

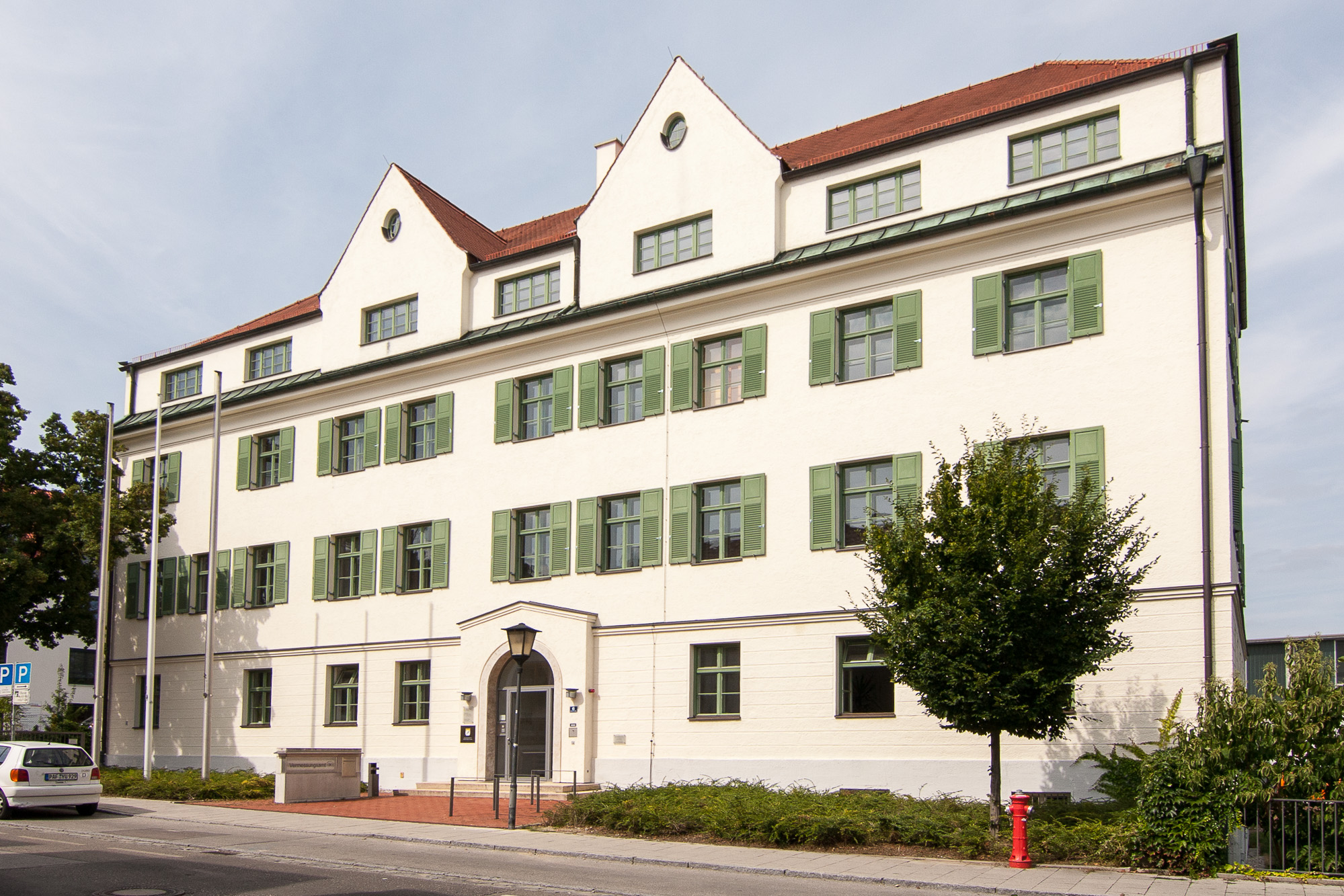
Vermessungsamt (Oficina de topografía),Pfaffenhofen a.d.I., Kellerstr 6

Una lista alfabética de las oficinas y autoridades ubicadas en Pfaffenhofen:
- Oficina de Alimentación, Agricultura y Bosques[20]
- Tribunal de Distrito
- Agencia de Empleo
- Oficina de impuestos
- Departamento de salud
- Oficina de Distrito Pfaffenhofen an der Ilm
- Autoridad Estatal de Educación
- Oficina de topografía
- Oficina veterinaria

### Empresas residentes (selección)

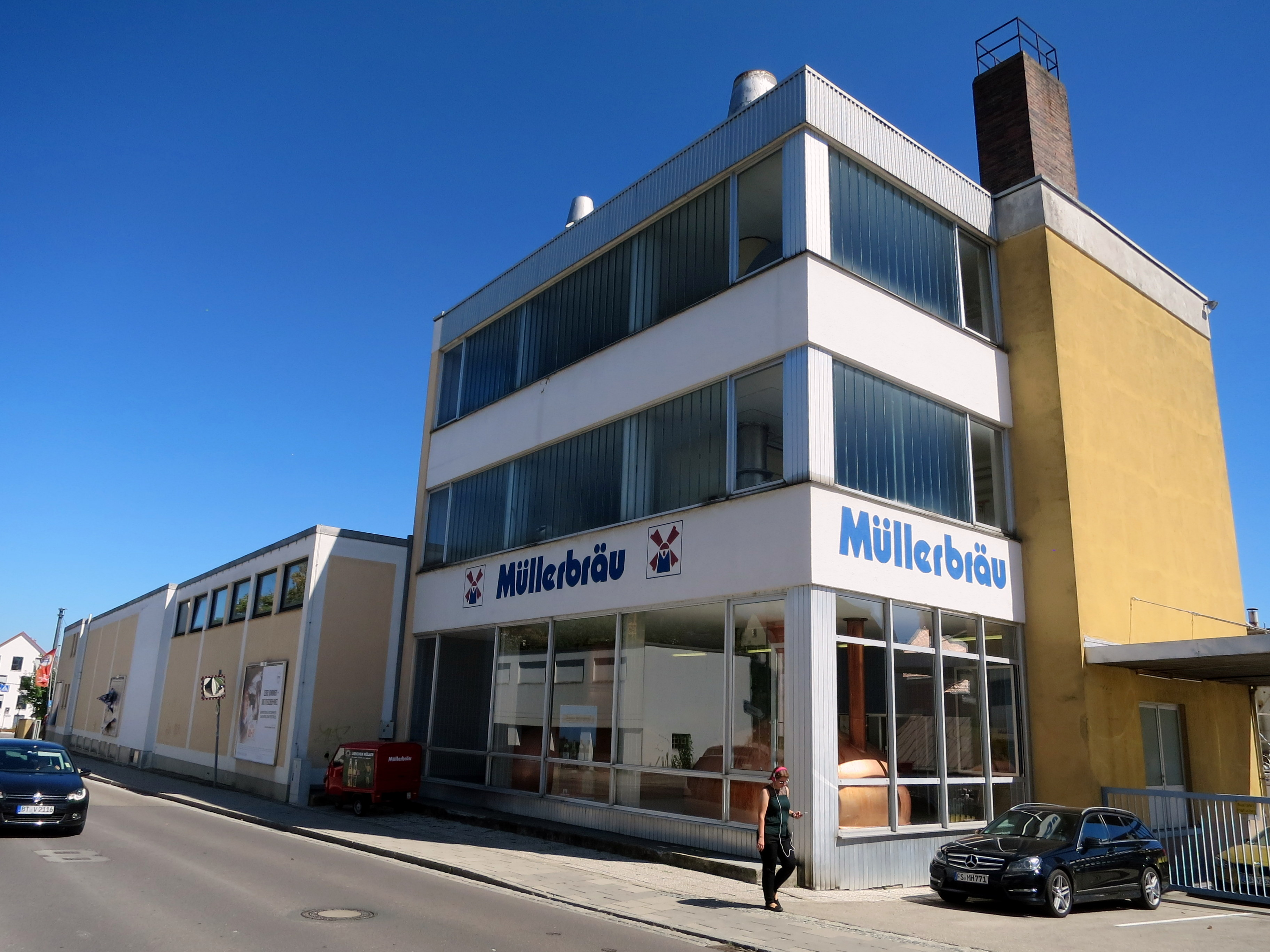
Müllerbräu en la Kellerstraße

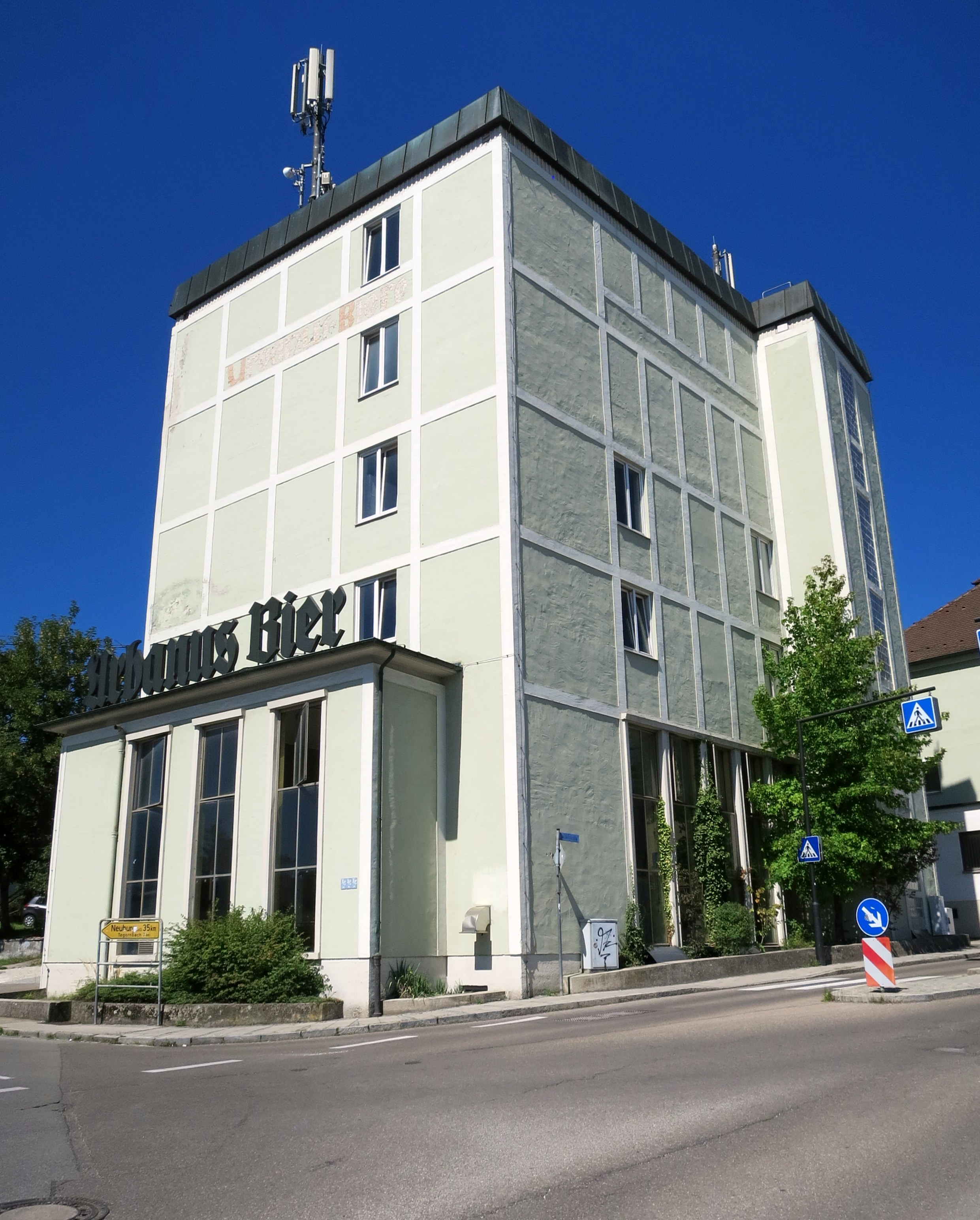
Urbanus-Brauhaus

- dSPACE (centro de proyectos de Múnich)
- HECHT Technologie GmbH (construcción de máquinas especiales)
- BTA International GmbH (reciclaje de residuos biotécnicos)
- Hipp baby food (fabricante de alimentos para bebés)
- Daiichi Sankyo Europe GmbH (empresa farmacéutica, antigua planta de Luitpold )
- Panasonic Electric Works (desarrollo y producción de relés)
- Bayernwerk (proveedor de energía)
- Müllerbrau
- Cervecería Urbanus, cervecería Pfaffenhofen
- eismann Tiefkühl-Heimservice GmbH (alimentos congelados)
- Central térmica de biomasa Pfaffenhofen an der Ilm

### Instituciones educativas

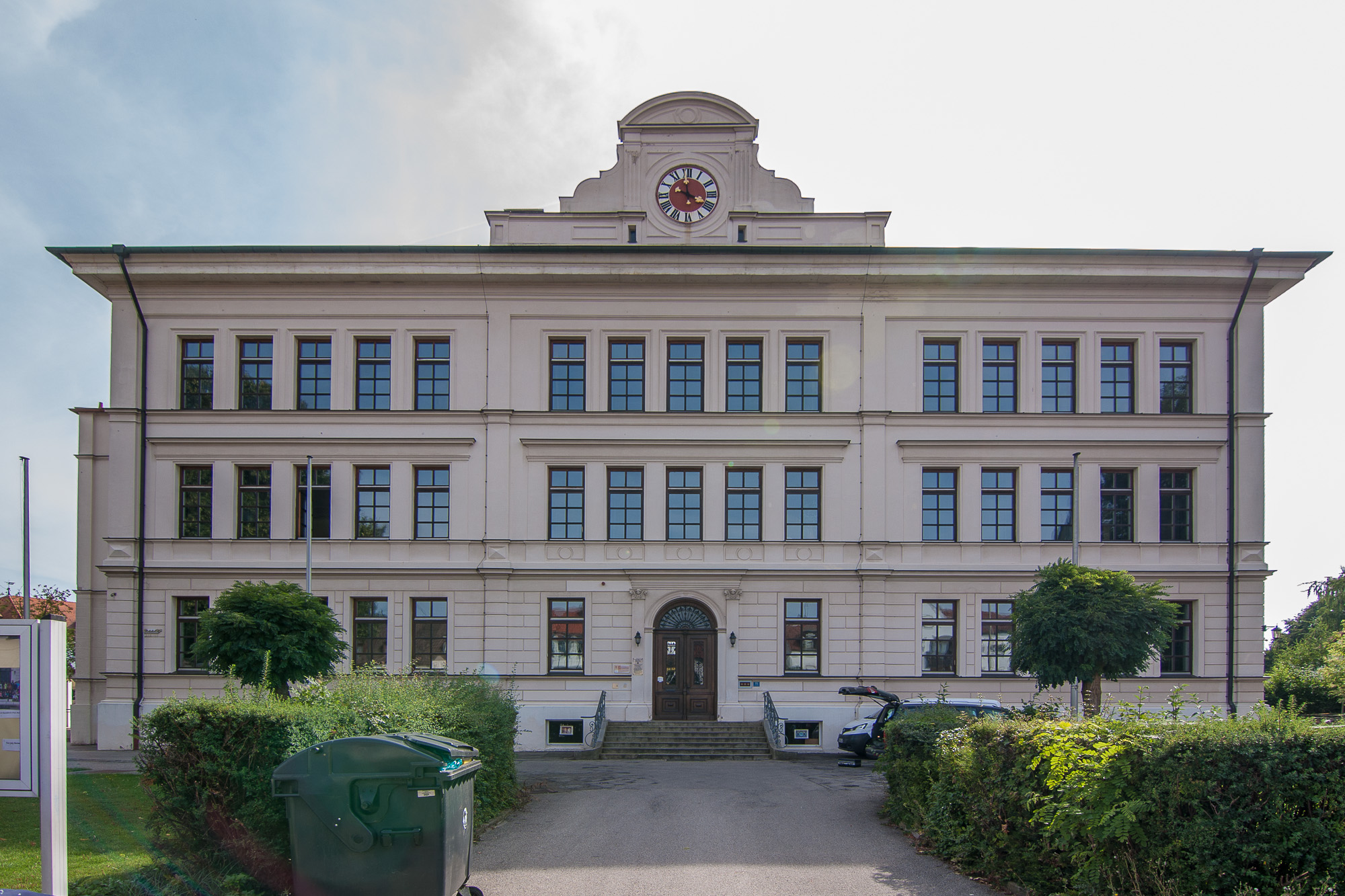
Joseph Maria Lutz-Schule

- En la ciudad de Pfaffenhofen y los distritos de Niederscheyern y Tegernbach hay nueve jardines de infancia, tres guarderías, una guardería y transportes especiales del Centro de Educación Especial del Centro de Pfaffenhofen.
- También hay dos escuelas primarias, así como una escuela primaria y secundaria, Georg Hipp Realschule y Schyren Gymnasium ; una escuela vocacional estatal y una escuela secundaria vocacional (con sede en el municipio vecino de Scheyern, pero en la red administrativa con la escuela vocacional), así como las escuelas con necesidades especiales de la Asociación de ayuda al niño discapacitado .
- La escuela municipal de música ofrece a unos 600 estudiantes la oportunidad de estudiar música. La oferta abarca desde educación musical temprana hasta lecciones vocales e instrumentales, hasta varias bandas, grupos y conjuntos .

### Instalaciones recreativas y deportivas

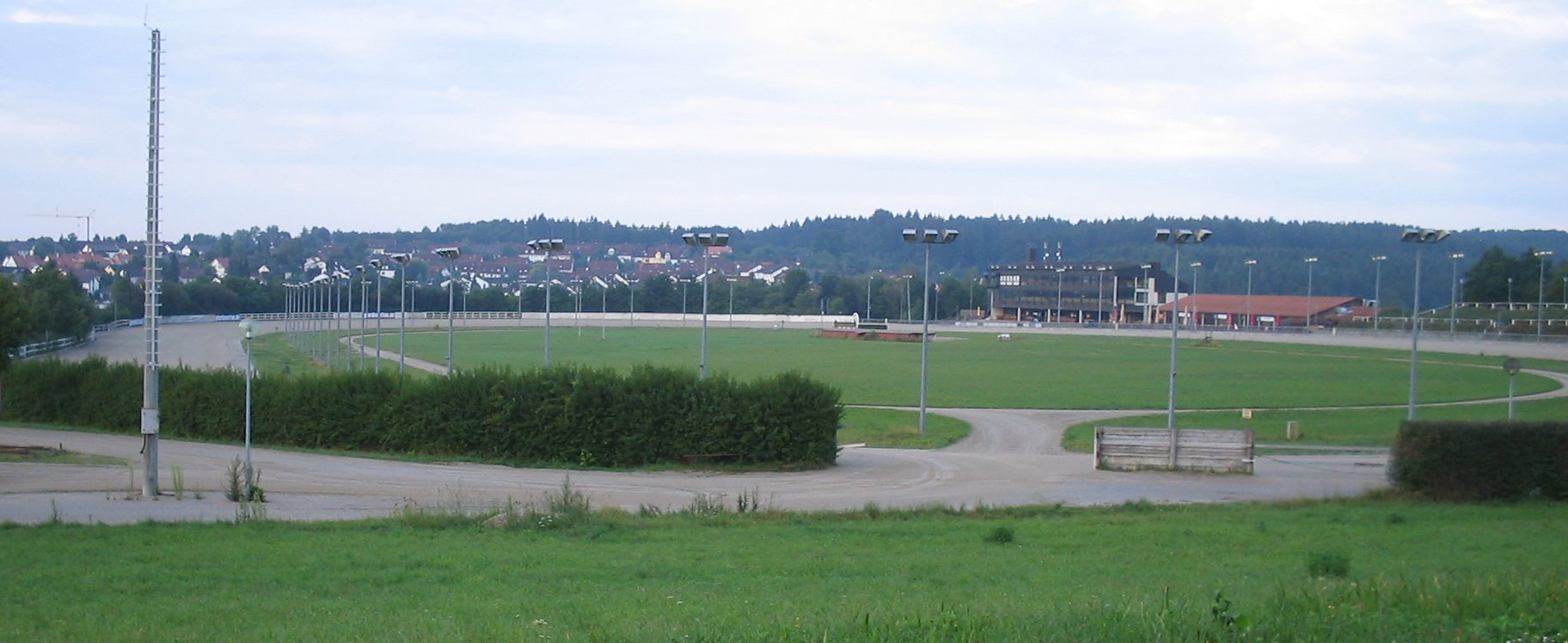
La pista de carreras de caballos trotadores con arnés en Pfaffenhofen, la llamada Hopfenmeile

- La pista de hielo es la sede de los CE Pfaffenhofen IceHogs. El equipo juega en la Liga Bávara de Hockey sobre Hielo y alcanzó el Vicecampeonato Bávaro en la temporada 2004/05 y en la temporada 2007/08.
- Los nadadores y entusiastas de los deportes acuáticos valorarán el uso de sus impuestos en la moderna piscina urbana al aire libre y en la pequeña piscina cubierta en la escuela secundaria. En 2019 se construirá una piscina deportiva y familiar nueva, moderna y competitiva que incluye una pequeña "sauna urbana" sin textiles.
- El Luftsportverein Pfaffenhofen opera vela y deportes ultraligeros en su aeródromo. También es la base del Escuadrón de Rescate Aéreo de Baviera.[21]
- Los jinetes y entusiastas de las bóvedas encontrarán una instalación de equitación moderna y bien equipada en la escuela de equitación Brunnhof.
- Para los fanáticos de los "deportes blancos", el club de tenis Pfaffenhofen ofrece ocho canchas al aire libre (arena), dos canchas cubiertas (gránulos) y una casa club con servicio de catering.
- El German Alpine Club opera una sala de escalada cerca de la piscina al aire libre Pfaffenhofen bajo el nombre de "PAFROCK".
- El "CineradoPlex" ofrece películas actuales con proyección digital y tecnología 3D en ocho salas de cine. Programas especiales como FilmKunst, KulturKino, KinderKino, FerienKino, etc. se llevan a cabo regularmente en el complejo de edificios, que es adecuado para discapacitados.

En total, más de 50 clubes ofrecen la oportunidad de practicar deportes, desde clubes alpinos hasta rescate acuático .

### Organizaciones sociales y sanidad

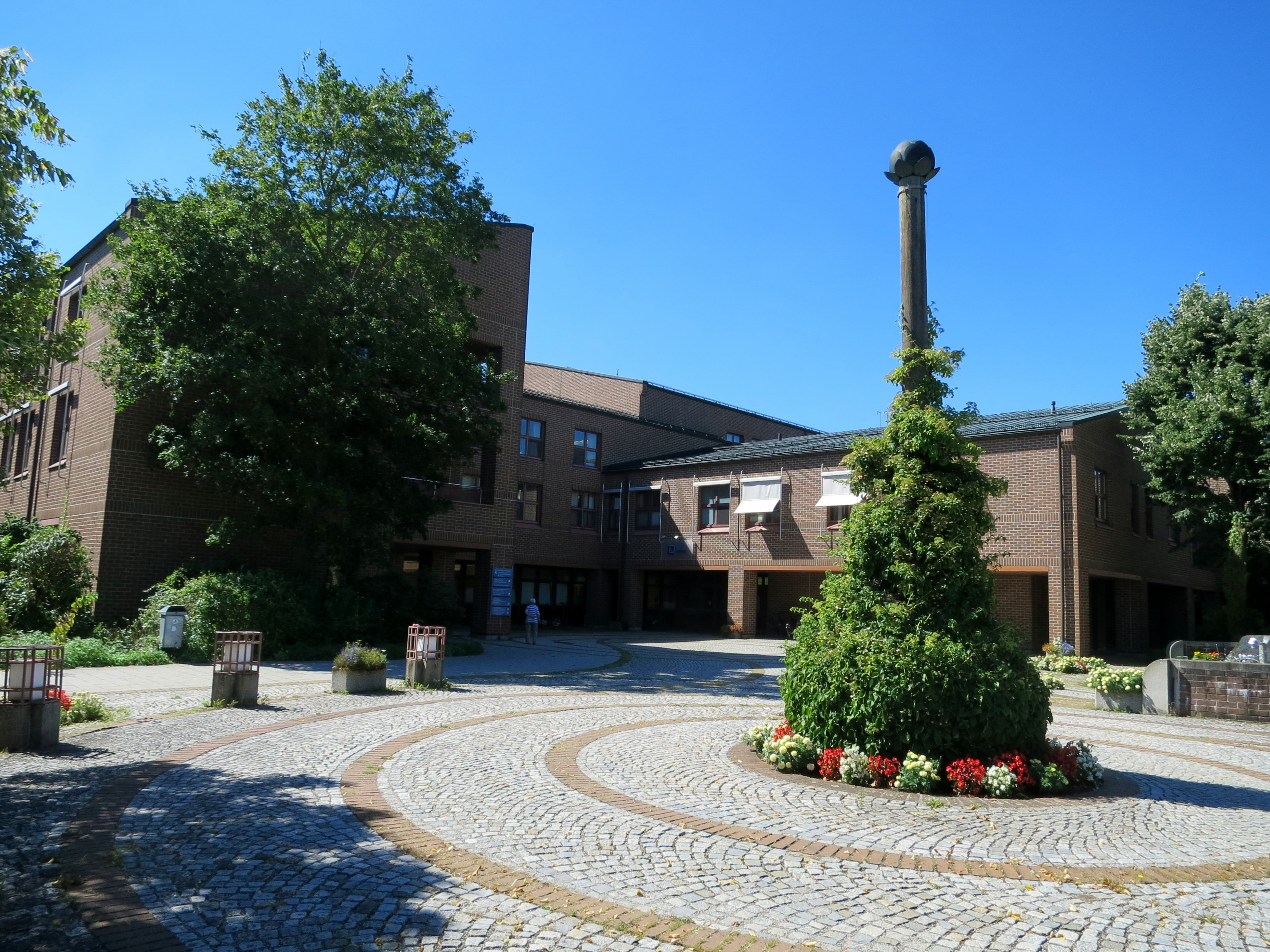
Ilmtalklinik

- Las organizaciones y asociaciones sociales como la Cruz Roja Bávara, Caritas, Hospizverein, Pfaffenhofener Tafel y VdK asumen funciones importantes en el cuidado de los ciudadanos.
- El Altenhilfe St. Franziskus, operado por la asociación conjunta de asistencia social, tiene una capacidad total de 150 plazas y ofrece 140 plazas para larga duración y 10 plazas de atención a corto plazo.
- También está el Vitalis Senior Center St. Johannes en Hohenwarter Strasse.
- Desde el antiguo hospital del distrito, la Clínica Ilmtal se ha convertido en un centro de salud eficiente y agradable para el paciente.
- El Heilpädagogisches Zentrum Pfaffenhofen ofrece apoyo integral para niños y jóvenes con diferentes necesidades, así como consejos para padres y familiares.

### Trabajo juvenil
El Stadtjugendpflege Pfaffenhofen se ocupa de las necesidades de los jóvenes con diversos proyectos. Hay diferentes instalaciones para esto: 
- El centro juvenil Atlantis en el estadio de hielo es el punto de contacto para el trabajo juvenil abierto.
- Un punto de contacto juvenil ("backstage") en el que los trabajadores jóvenes de la ciudad se ocupan de los problemas y conflictos de los jóvenes.
- Un centro de cultura y medios juveniles ("Utopía") con su propio estudio de sonido y cine.
- También hay una sala de skate en el antiguo lugar de Herion en Kellerstrasse.

Por las noches los fines de semana (7 p. m. a 3 a. m.), el Rufbus - Night Line sirve como un servicio de transporte para los jóvenes. Numerosos conductores voluntarios trabajan para el Rufbus.
En el concurso anual de bandas al aire libre Saitensprung, los jóvenes músicos pueden demostrar sus habilidades. Las bandas son juzgadas por un jurado y el público. En la ceremonia de premios, se seleccionarán tres ganadores y un
Sieger der Herzen.
Desde 1998 ha habido un parlamento juvenil electo en Pfaffenhofen con 15 miembros, que se elige cada dos años (en diciembre). El parlamento juvenil participa activamente en la comunidad de Pfaffenhofen presentando propuestas al ayuntamiento, a la administración de la ciudad o mediante sus propias actividades. Los candidatos y las personas con derecho a voto deben cumplir las condiciones de ser de Pfaffenhofen y tener entre 14 y 21 años.

### Energía

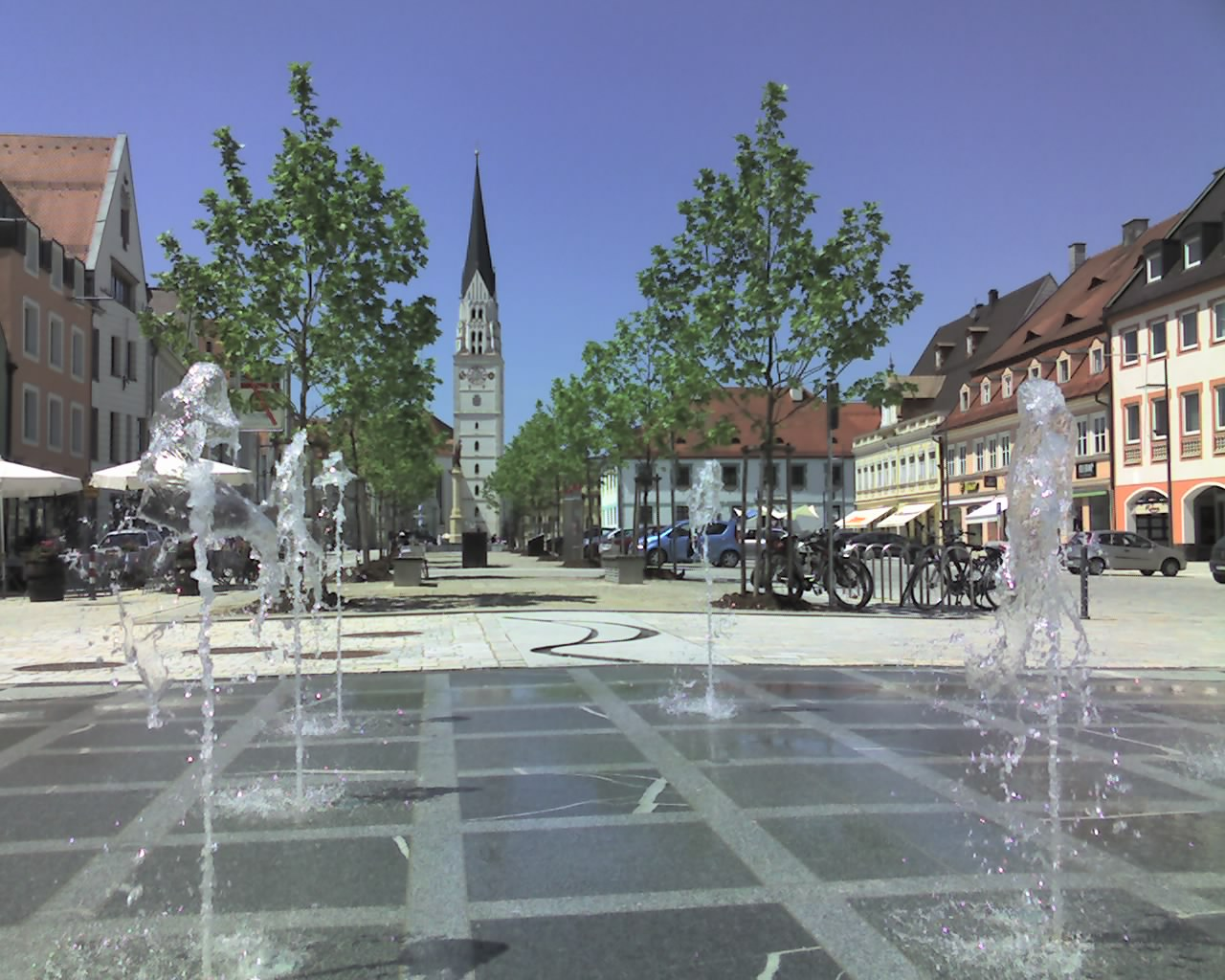
La plaza principal con tráfico controlado rediseñada en 2008/09

La ciudad de Pfaffenhofen está recurriendo cada vez más a la electricidad verde : un contrato con E.ON Bayern estipula que todos los edificios públicos urbanos y el alumbrado público son 100%  abastecidos con electricidad generada por energía hidroeléctrica.
La ciudad actualmente consume alrededor de 50% de la energía requerida de fuentes renovables. 
En octubre de 2012, la ciudad de Pfaffenhofen encargó un proyecto de protección climática con la ayuda del gobierno federal. Con la empresa Green City Energy de Munich, se desarrollará un concepto en estrecha colaboración con el público (los ciudadanos) que probará el suministro de energía de la ciudad en todas las áreas. El objetivo es poder suministrar la mayor cantidad de energía posible con fuentes renovables.

### Tráfico
La ciudad de Pfaffenhofen an der Ilm tiene enlaces de transporte a las áreas metropolitanas de Múnich en el sur, Augsburgo en el oeste, Ingolstadt y Ratisbona en el norte y Landshut en el este, por un lado a través de las autopistas federales A9 Múnich-Ingolstadt-Núremberg, A93 Múnich-Ratisbona y Bundesstraße 13, por otro lado, por la línea de ferrocarril Múnich- Ingolstadt-Núremberg. El Aeropuerto de Múnich está a 45 km, el aeropuerto de Núremberg a 110 km de distancia. La Bundesstraße 300, Memmingen - Augsburgo - Ingolstadt - Ratisbona pasa a unos ocho kilómetros al norte de Pfaffenhofen.
En Pfaffenhofen opera una red de autobuses urbanos, las líneas de autobuses regionales y el autobús de llamar del distrito conectan la estación de tren y las escuelas con las aldeas o distritos circundantes
El proyecto voluntario Linie Nacht transporta a los jóvenes con autobuses de llamadas a fiestas, al cine, a la discoteca, etc., el autobús de llamadas los trae de vuelta a casa. 
El Hallertauer Hopfentour, es un carril bici a través del Hallertau, que atraviesa la ciudad.
Desde 10 En diciembre de 2018, el autobús urbano de Pfaffenhofen funciona de forma gratuita, para todos. También pasa con más frecuencia, casi cada 30 minutos, y más por la noche, es decir, hasta las 8:15 p. m. El horario se ha adaptado al del tren para que más viajeros puedan usar el autobús de la ciudad. Finalmente, la Clínica Ilmtal, el ecoQuartier y la compañía Daiichi Sankyo están mejor conectados. El objetivo es reducir el tráfico de vehículos y, sobre todo, hacer que su estancia en el centro de la ciudad sea más agradable. La ciudad de Pfaffenhofen inicialmente ejecuta este proyecto durante tres años como una solución temporal; en 2022  se convertirá en un sistema de autobuses urbanos completamente nuevo. Entre otras cosas, se utilizarán autobuses eléctricos, la operación se subcontratará a los servicios públicos municipales a partir de 2020.

### Medios de comunicación
Pfaffenhofen an der Ilm recibe un periódico local el Donaukurier de Ingolstadt. La edición local de Pfaffenhofen se llama Pfaffenhofener Kurier . Este periódico se lee tanto en Wolnzach como en Geisenfeld. La oficina está ubicada en Hauptplatz 31 en Pfaffenhofen.
Aunque Pfaffenhofen también está muy cerca de Neuburg y Augsburgo, el Augsburger Allgemeine Zeitung no publica una edición local para la región de Pfaffenhofen. Lo mismo se aplica a los periódicos de Múnich, Münchner Merkur y Süddeutsche Zeitung. Este último está disponible como una edición local de la ciudad.
La ciudad de Pfaffenhofen y el distrito pertenecen al área de transmisión de las estaciones de radio Radio IN y Radio Galaxy, así como a la estación de televisión intv . El programa Radio IN y la parte local de Radio Galaxy se producen en el centro de transmisión de Ingolstadt .
Las estaciones de radio con sede en Pfaffenhofen, Radio Ilmwelle, Radio Ilmwelle 90's, Radio Ilmwelle Event, Radio Ilmwelle Schlager, PN Eins Dance y PN Eins Urban, transmitió hasta el 13 de agosto de 2019 para Pfaffenhofen, Ingolstadt y Neuburg-Schrobenhausen. El centro de transmisión conjunta dejó de funcionar en este día debido a la quiebra.

### Transmisor Pfaffenhofen (Ilm)
En una zona boscosa del distrito de Wolfsberg, Deutsche Telekom opera la torre de 160 metros del transmisor Pfaffenhofen para transmitir VHF, DVB-T, radio móvil y radio direccional .
Es una torre tipo de hormigón armado del tipo   D, que solo se ha construido cinco veces en todo el país.

## Cultura y lugares de interés

### Conjunto de edificios de la Hauptplatz
El conjunto comprende la plaza principal con sus edificios circundantes, que forman el núcleo histórico de la ciudad. Se extiende entre el ayuntamiento en el este y la iglesia parroquial con su poderosa torre en el oeste, incluido el edificio neorrenacentista, que forma el lado estrecho occidental de la plaza, que corresponde al ayuntamiento en el este. Los lados largos de la plaza están formados principalmente por casas a dos aguas y en el lado norte por casas de aleros, en su mayoría edificios nuevos o reformados después de 1800.

### Monumentos (selección)
- El ayuntamiento en el extremo este de la histórica plaza principal, de 300 metros de largo y 40 metros de ancho
- La casa del encuentro (antigua escuela de niñas) es el contrapunto de la plaza principal occidental al ayuntamiento.
- La iglesia parroquial católica de San Juan Bautista (consagrada en 1393) es el edificio más antiguo de la ciudad. La torre de la iglesia de 77 metros de altura se completó en 1531;[24] el símbolo de la ciudad.  En el siglo XVII la iglesia era barroca.
- Enfrente, en el lado norte de la Plaza Mayor, se encuentra la Iglesia del Hospital Espíritu Santo, construida en 1717, la iglesia de hospicio del antiguo monasterio franciscano.
- La Torre Pfänder, también conocida como Hungerturm, es la única de las 17 torres de la ciudad que no ha cambiado.
- El edificio de la antigua oficina de alquiler nuevamente alberga a su sucesor legal, la oficina del distrito . Mientras tanto, sirvió como  ayuntamiento.
- El Flaschlturm, formó parte de las fortificaciones de la ciudad desde el siglo XV, ha sido completamente restaurado y se alquila. En verano, el Flaschlturm está disponible para los becarios de la escuela de Joseph Maria Lutz como  apartamento para tres meses.
- La iglesia parroquial original y la actual iglesia del cementerio de San Andreas

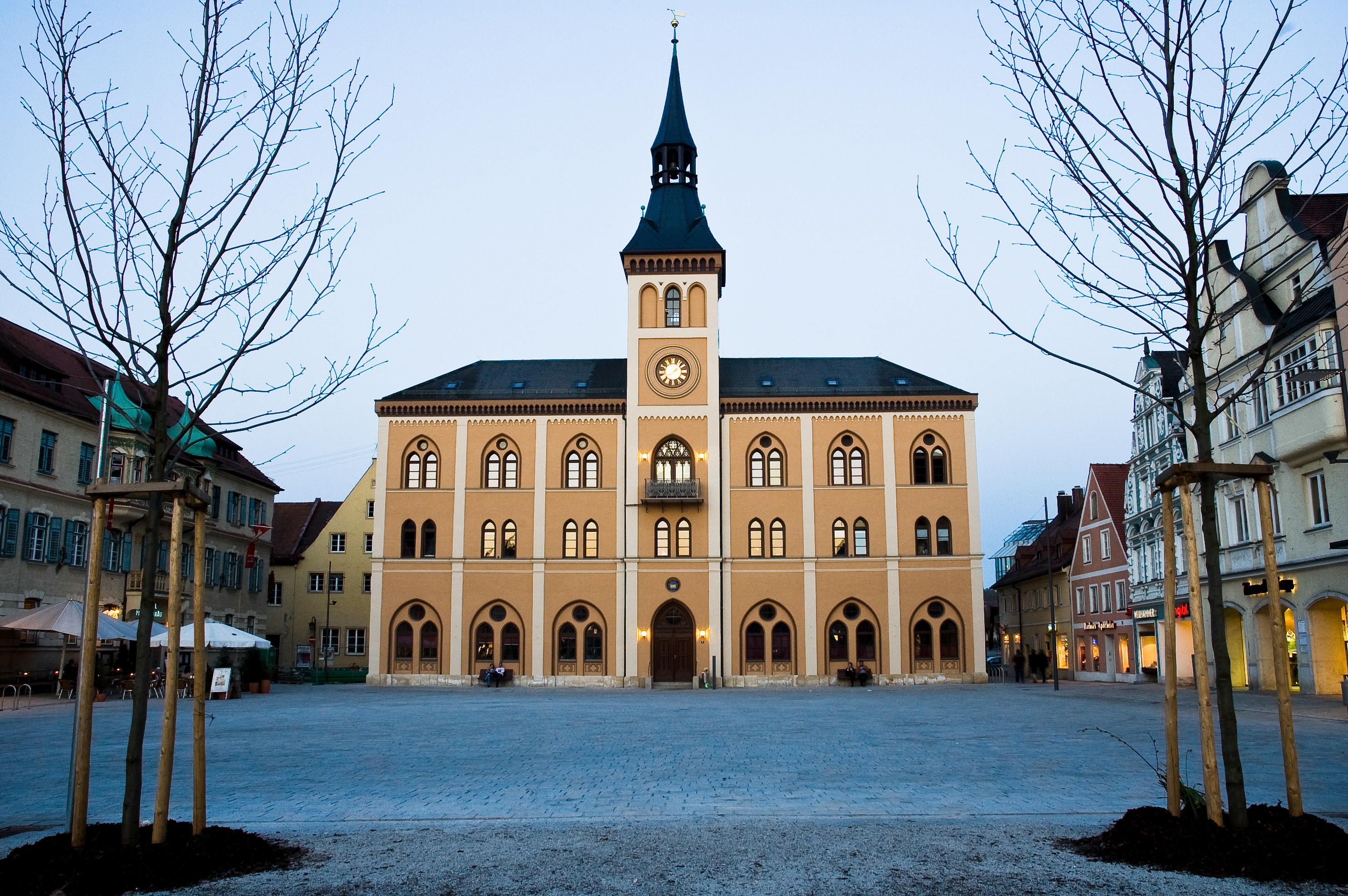
Ayuntamiento en Hauptplatz
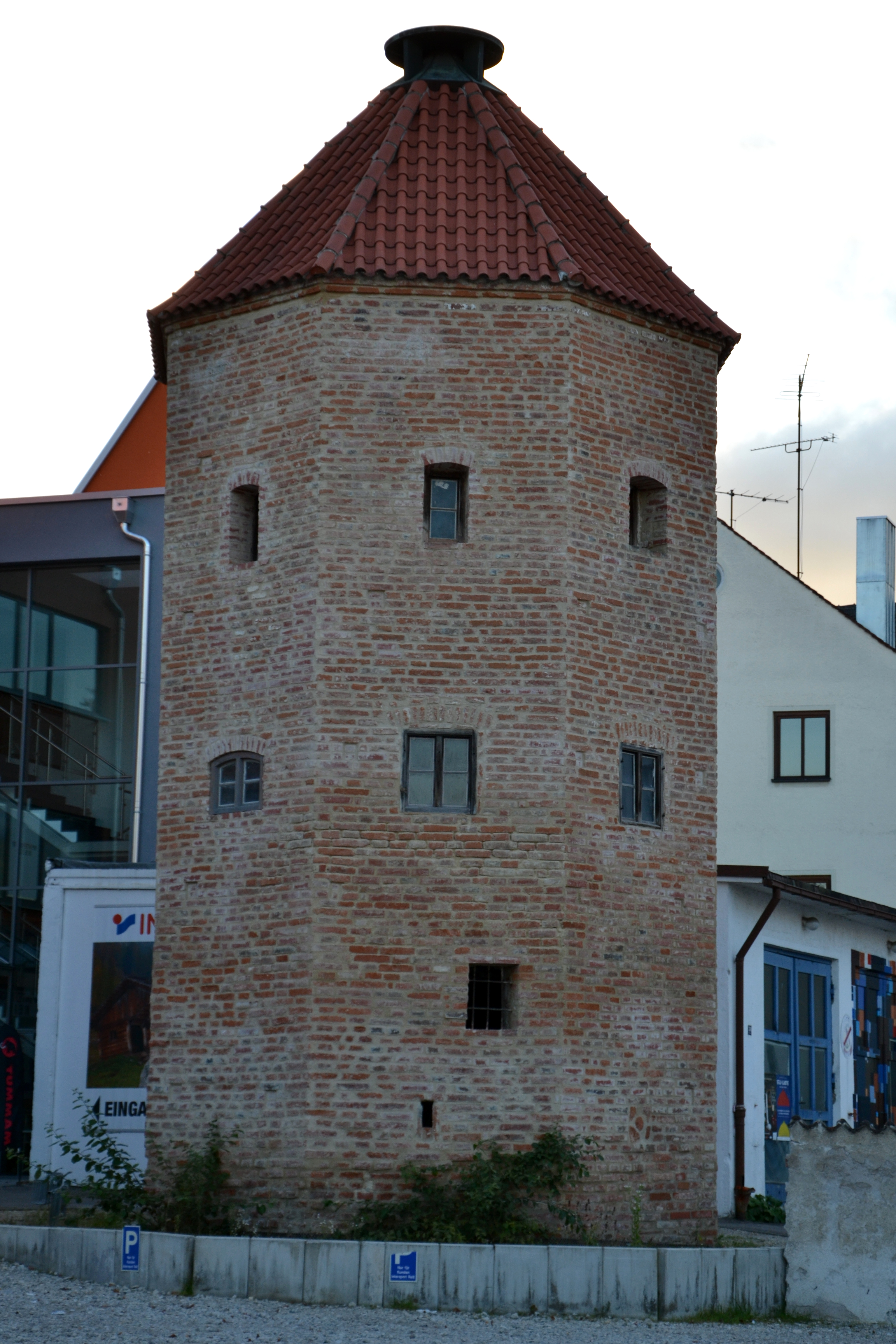
Torre de Pfänder o del hambre
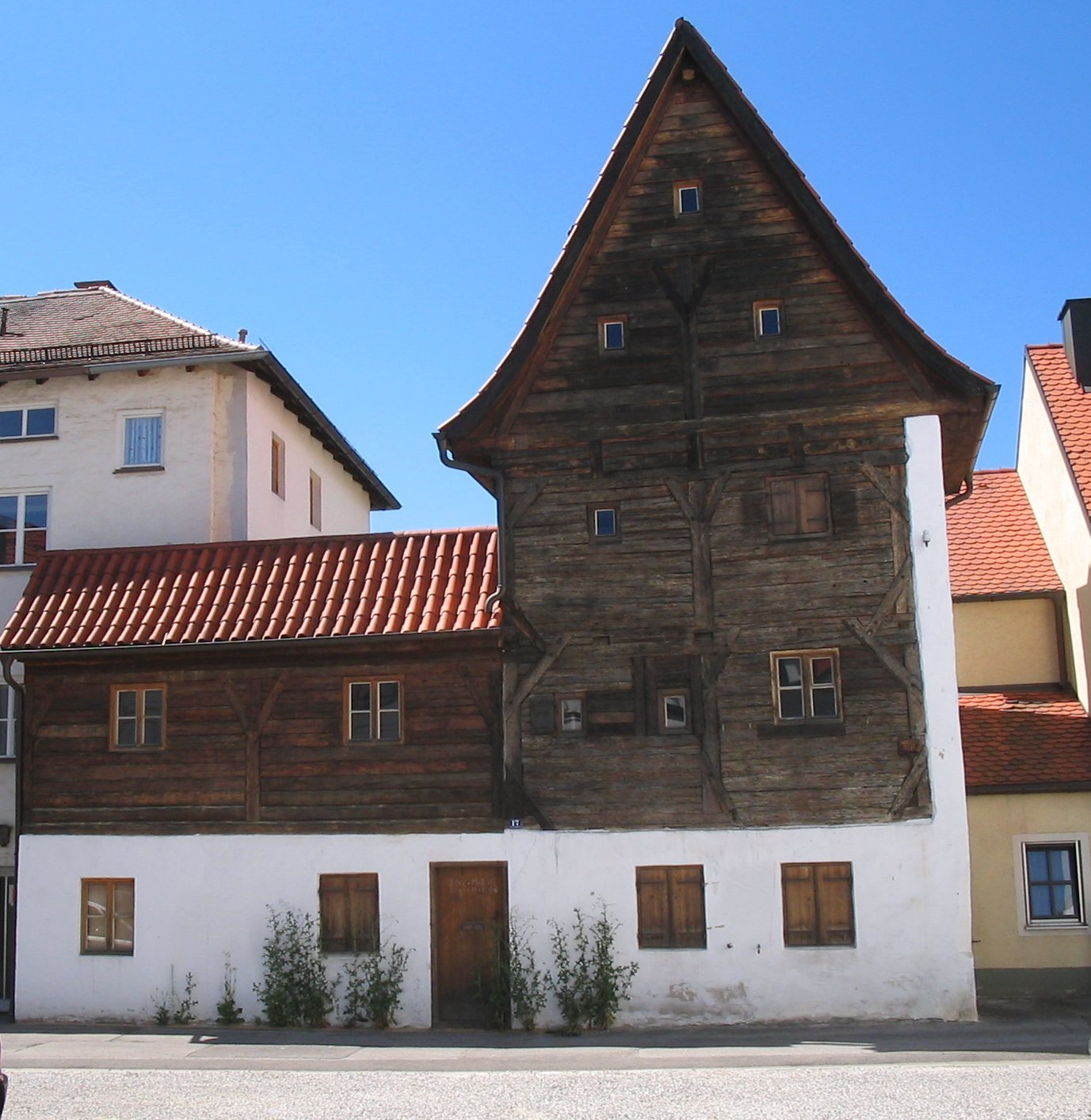
En la parte alta de la muralla de la ciudad
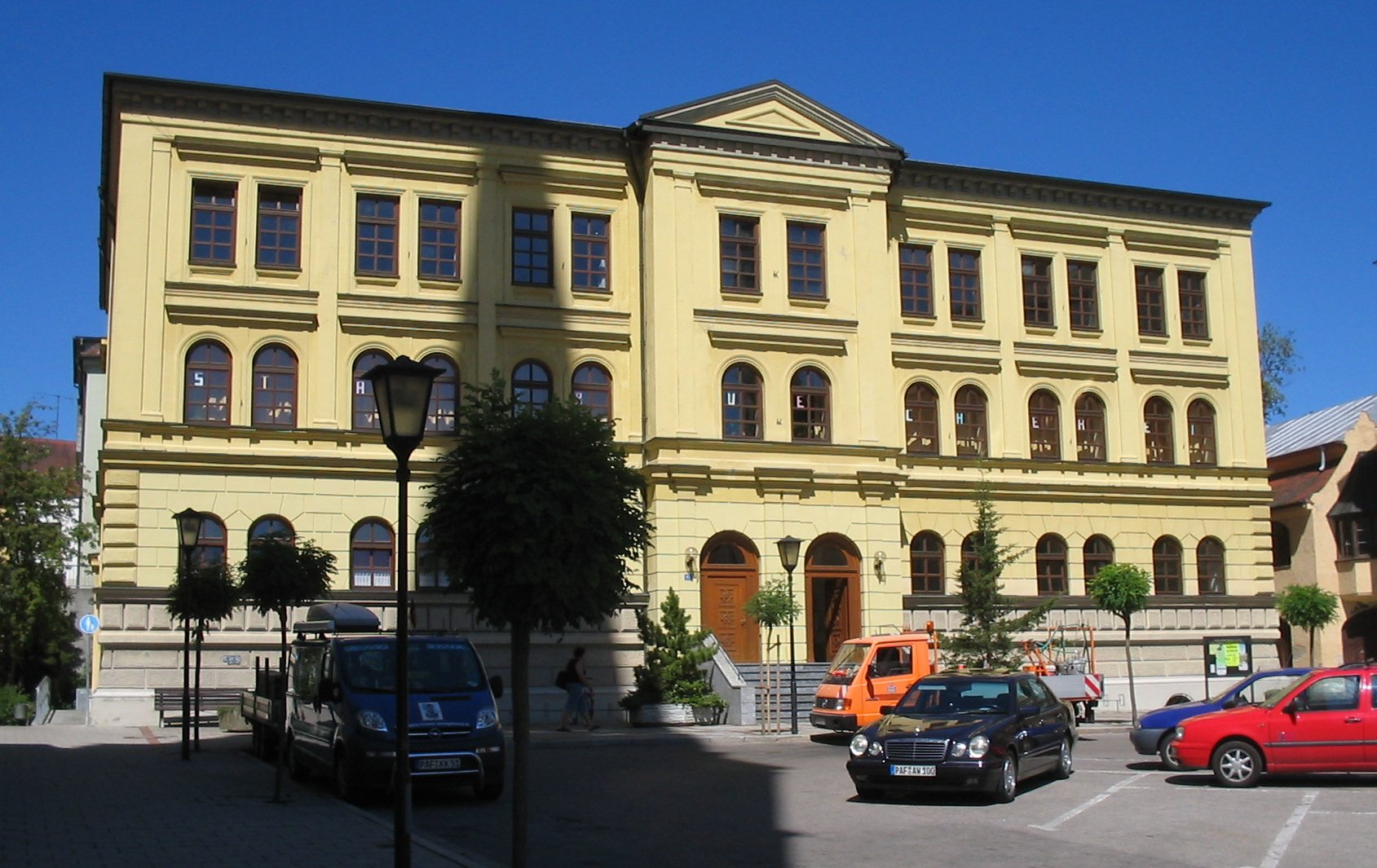
Haus der Begegnung
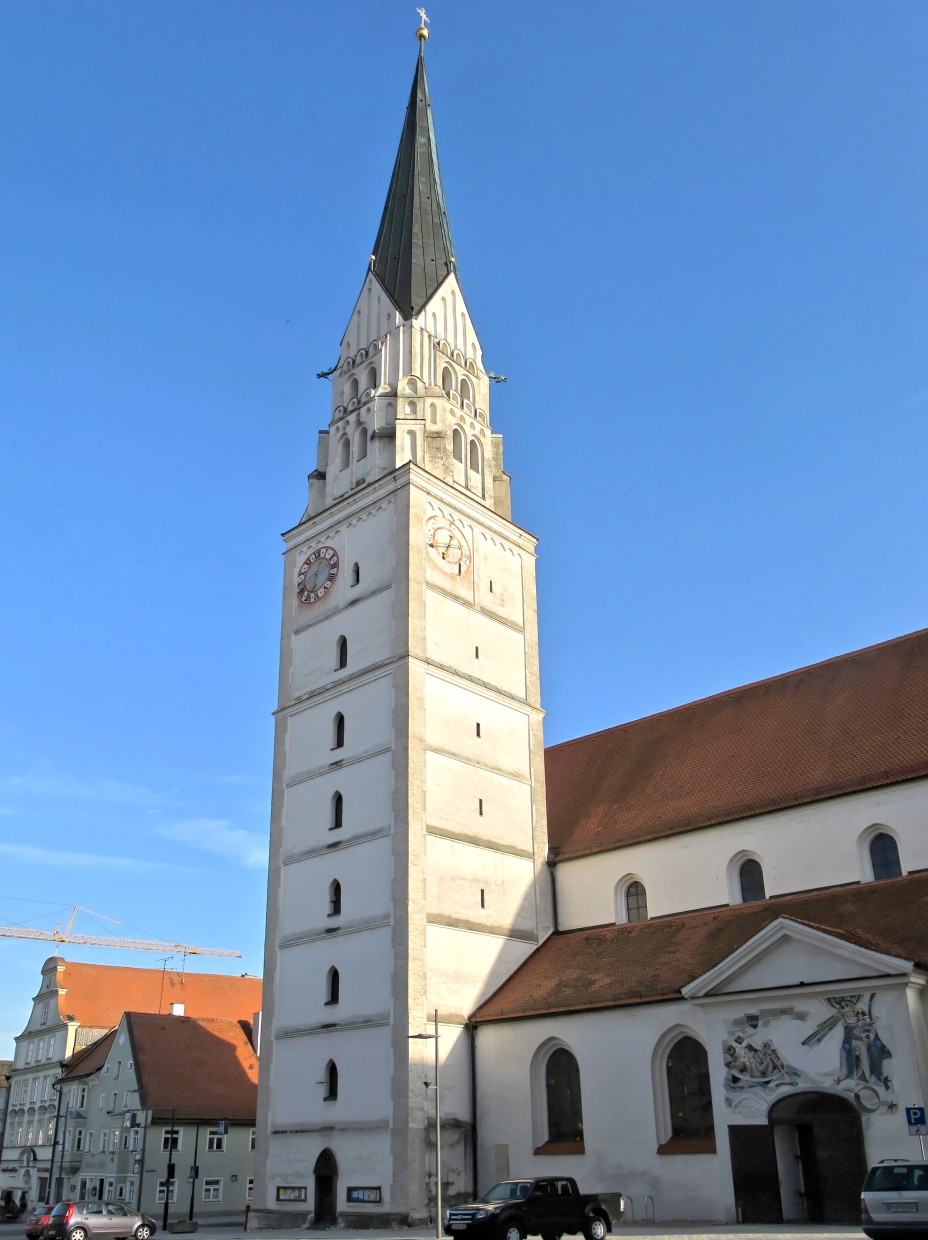
Stadtpfarrkirche St. Johannes Baptist (Iglesia parroquial)
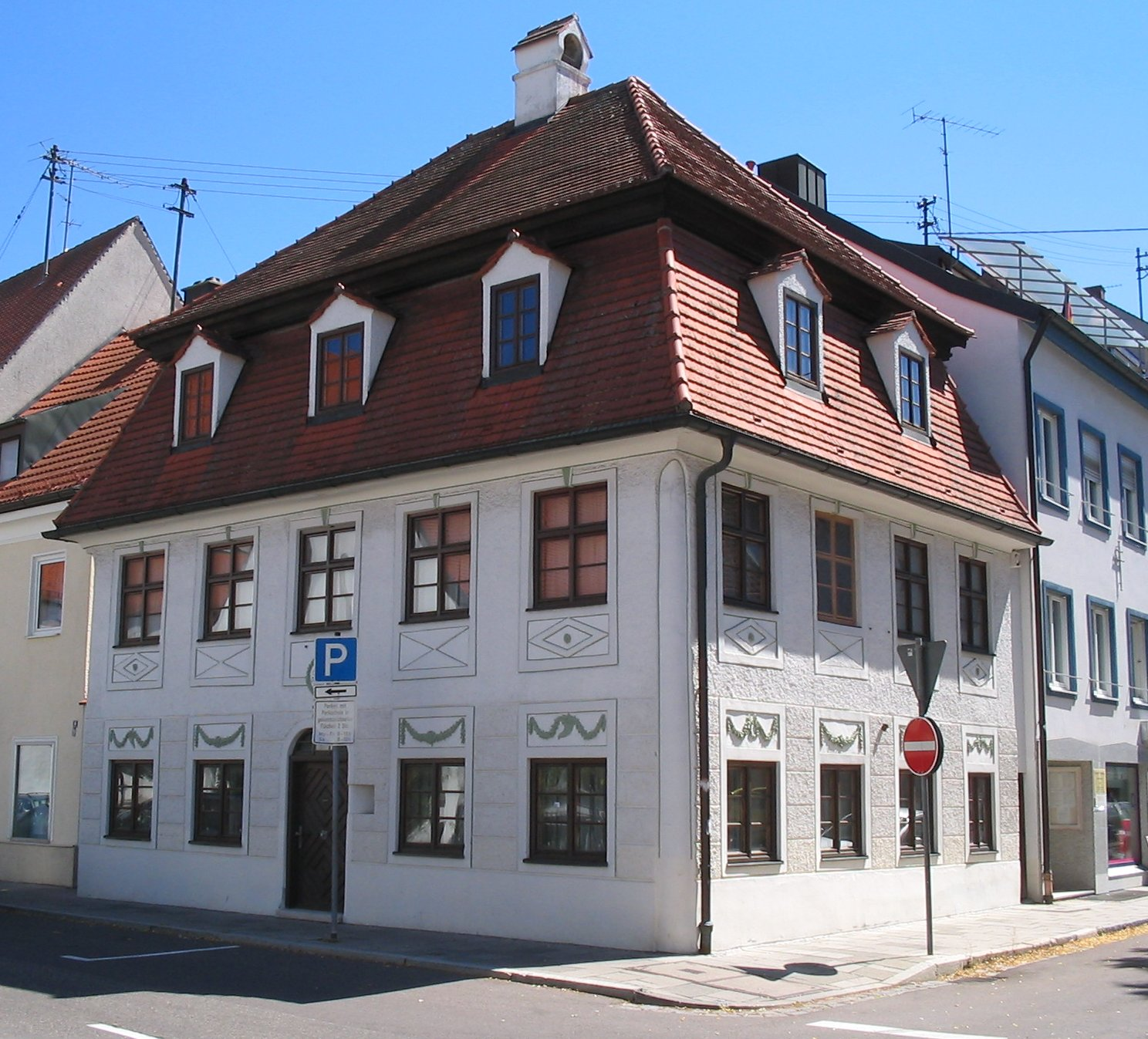
Antigua Mesnerhaus
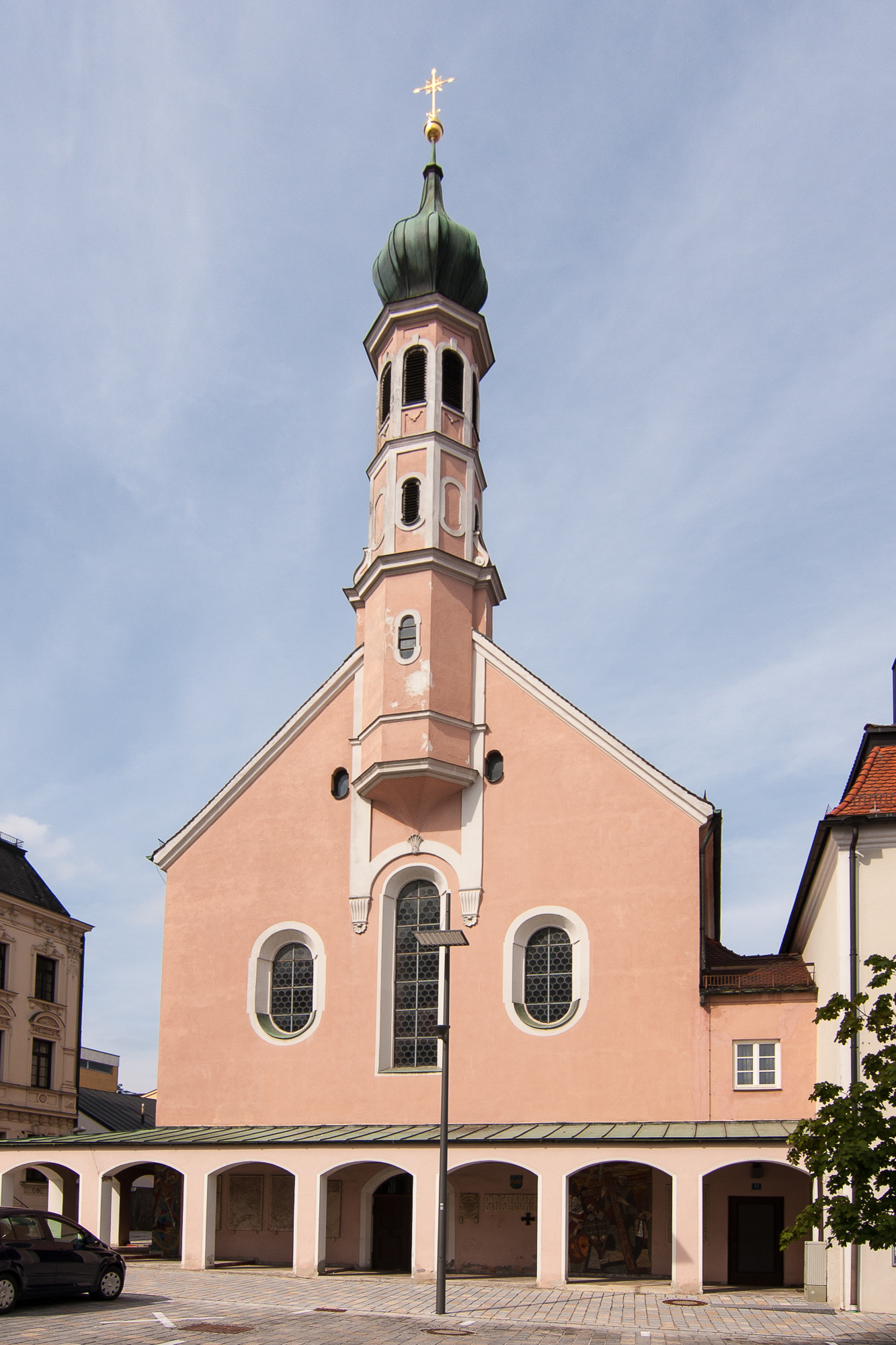
Spitalkirche en  Hauptplatz. (Iglesia del Hospital)

### Museos
- Museo del poeta Joseph Maria Lutz en la escuela del mismo nombre
- Pfaffenhofen Gingerbread and Wax Puller Museum: museo privado en el Café Hipp
- Galería municipal en la Haus der Begegnung en la plaza principal.
- Exposición permanente en el lado sur de la Haus der Begegnung: Monumento a las víctimas del nacionalsocialismo.
- Kunsthalle: exposiciones temporales.

### Exposiciones
La ciudad de Pfaffenhofen organiza exposiciones periódicas en la Galería Municipal de la Haus der Begegnung. La galería tiene como función ser una plataforma para artistas regionales y nacionales. Las exposiciones suelen durar diez días y están organizadas independientemente por los artistas y expositores.
Exposiciones a largo plazo se llevan a cabo en el ayuntamiento de Pfaffenhofen bajo el lema de Arte en el Ayuntamiento . Estos generalmente duran de dos a tres meses.
Desde 2009, el Neue Pfaffenhofener Kunstverein ha estado organizando exposiciones, lecturas y otros eventos en las salas de arte de la ciudad en el antiguo sitio de Herion. Una gran exposición fue Beuys y Democracia en el verano de 2011. Durante los Juegos Paraíso 2018, los artistas Wolfgang Ellenrieder y Thomas Rentmeister fueron invitados con antiguos alumnos. La exposición se tituló Mi paraíso privado .

### Conciertos
Los conciertos clásicos se han celebrado regularmente en el salón de baile del ayuntamiento de Pfaffenhofen desde 11986. Artistas conocidos como Daniel Rivera o Bernd Glemser han sido invitados a los conciertos del ayuntamiento.

### Premio de promoción cultural
Desde 1993, la ciudad de Pfaffenhofen ha otorgado un premio anual de promoción cultural, que fue iniciado por el oficial de música del consejo de la ciudad en ese momento, Max Penger. Tiene principalmente un fin ejemplar y fue originalmente otorgado a artistas preparados en capacitación o a personas o grupos que han contribuido a la vida artística de la ciudad o que se han destacado a nivel nacional debido a logros especiales. El Premio a la Promoción Cultural está reservado para jóvenes con talento desde 2018. El premio fue inicialmente de 1000  y ha sido dotado con 1,500 euros desde 2008.
Los ganadores del premio en los últimos años fueron Max Hanft (1993, música, ganador del primer premio); el cabaret 'Stachelbär' (1994); Marion Lustig (1995, música); Steffen Kopetzky (1997, literatura); Clemens Benecke, alias CB Green (1999, música); Matthias Franz jun. (2000, música); Norbert Käs (2001, pintura); Christoph Hörmann (2002, música); los amigos de la foto vhs (2003); Roberto Di Gioia (2004, música); Benedikt Hipp (2005, pintura); David Böhm (2006, música); Tomi Wendt (2007, música); Nico Bleutge (2008, literatura); Michael Leopold (2009, música); la asociación Künstlerwerkstatt Pfaffenhofen e.V.  (2010); Sebastian Klein (2011, pintura); Laura Maire (2012, actriz y actriz de voz); Stadtkapelle Pfaffenhofen (2013, música); Falco Blome (2014, director de teatro); Kilian Brock (2015, música); Philipp Brosche (2016, pintura y música); Daniel Reisner (2017, música).
Desde 2018, además del Premio de Promoción Cultural, el Premio de Cultura se ha otorgado cada cinco años, siempre en los Juegos Paraíso, para artistas destacados y  creativos. El premio pretende ser un reconocimiento por su compromiso a largo plazo en el campo cultural en Pfaffenhofen o por la obra de un reconocido artista de la zona. Los ganadores del premio cultural reciben como regalo un objeto de arte especialmente creado para la ocasión.
El comité de conciertos de Pfaffenhofen recibió el primer premio cultural de Pfaffenhofen en 2018. Este comité ha estado organizando los conciertos del ayuntamiento en Pfaffenhofen durante 30 años y ya ha organizado más de 150 conciertos de música clásica en Pfaffenhofen.

### Deportes
Hay numerosos clubes deportivos en Pfaffenhofen, por ejemplo:
- Ball-Club (BC) Uttenhofen
- Billard-Sport-Club Pfaffenhofen a. d. Ilm
- Bowling-Sport-Club und 1. Bowling-Verein 1984 Pfaffenhofen a.d.Ilm e. V.
- Eis-Club (EC) Pfaffenhofen a.d. Ilm e. V.
- Fußball-Club (FC) Tegernbach
- Fußball-Sport-Verein (FSV) Pfaffenhofen a.d. Ilm e. V.
- Luftsportverein Pfaffenhofen e.V.
- Motorsportclub (MSC) Pfaffenhofen
- MTV Pfaffenhofen;  El club deportivo más grande (con casi 3.300 miembros) en el distrito de Pfaffenhofen / Ilm con muchos deportes: fútbol, balonmano, atletismo, gimnasia, voleibol, judo, karate, natación o tenis.
- Radsportverein Hallertau e. V.
- Sektion Pfaffenhofen-Asch des DAV y el  DSV, como la segunda asociación más grande (con casi 3,000 miembros) en el distrito Pfaffenhofen / Ilm.
- Sport-Club (SC) Pfaffenhofen
- Taekwon-Do 1995 Pfaffenhofen a. d. Ilm e. V.
- Tauchsportclub Marlin e. V.
- Türk Sport Verein (TSV) Pfaffenhofen 1988 e. V.
- Sportgremium Pfaffenhofen (Asociación de los 31 clubes deportivos de la ciudad)

### Schäfflertanz

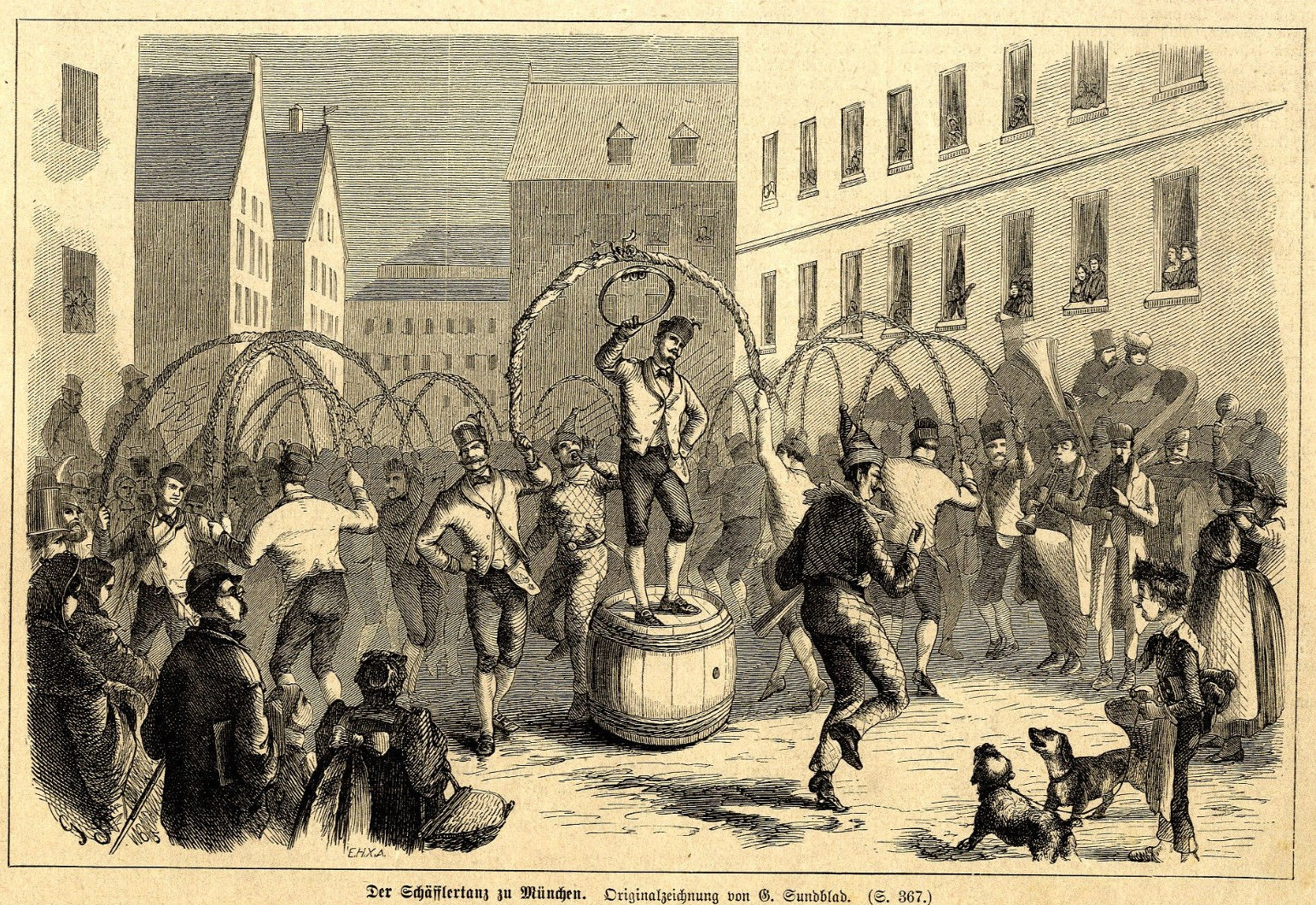
Danza de los toneleros, grabado de Gustav Sundblad

Cada siete años, el Schäfflertanzgruppe de MTV 1862  (danza de los toneleros), Pfaffenhofen realiza la danza tradicional del gremio, cuya historia se remonta a 1517. Se realizó por primera vez en Pfaffenhofen en 1930, el último año de Schäffler fue el 2019.

### Eventos regulares
- Festival folklórico (a partir de mediados de septiembre)
- Mercado de Navidad en la plaza principal
- verano cultural, o los juegos del paraíso cada 5 años.
- Noche de arte
- Saitensprung - concurso de bandas
- Dulten (cada  domingo abierto )

-Josephidult (mediados de marzo)
- Maidult
- Herbstdult (principios de octubre)
- Martinidult (mediados de noviembre)
- Mercadillo[26] mensual (el cuarto domingo)  y mercadillo nocturno (mediados de agosto)
- Festival del vino del comité deportivo Pfaffenhofen desde 1978 (cada último sábado de julio)

### Semanas gastronómicas
- Hallertauer Hopfenspargelwochen, los espárragos  todavía blancos y los brotes jóvenes  de lúpulo son un manjar (mediados de marzo a finales de abril).
- Hallertauer Spargelwochen, (semana de los espárragos), (finales de abril al 24 de junio)
- Hallertauer Hopfenwochen, semana del lúpulo, (principios de agosto a mediados de septiembre)
- Hallertauer Wildwochen, (semana de la carne de venado) (mediados de octubre a mediados de noviembre)

### Exposición de jardines 2017
La ciudad de Pfaffenhofen Ilm fue la organizadora del Landesgartenschau en 2017 y, por lo tanto, se enfrentó a otras ciudades competidoras como Mühldorf am Inn o Freystadt sobre el tema Nature in the City . El llamado Landesgartenschau está destinado a implementar conceptos viables de planificación urbana para construir más espacios verdes en áreas urbanas. Para "Nature in Pfaffenhofen 2017", la planificación de medidas  empezó en el otoño de 2011 para la remodelación del centro de Pfaffenhofen.
La exposición sobre jardines de  2017 fue una gran victoria para Pfaffenhofen: se realizó un programa variado durante los 89 días. Se contaron más de 330,000 visitantes y se vendieron 14,500 entradas de temporada, este último un récord absoluto para una exposición de jardinería regional. El área de Natur en Pfaffenhofen 2017 se preservará para los ciudadanos, y ahora se beneficiarán de tres nuevos parques, cinco entradas al Ilm y un total de 5.8 hectáreas de espacios verdes que estaran  permanentemente disponibles. El espectáculo de jardín regional a menudo se denominaba Das Pfaffenhofener Sommermärchen (el cuento de hadas de verano de Pfaffenhofen).
El área se dividió en cuatro zonas durante el Landesgartenschau : el parque deportivo y de ocio, el Bürgerpark, el Ilminsel y el Volksfestplatz. A excepción de la exposición en la Volksfestplatz, estas se conservarán permanentemente. Bajo el lema "Pfaffenhofen an der Ilm", el objetivo era volver a su estado natural el Ilminsel y hacer que el Ilm sea más accesible. Para este propósito, se construyeron terrazas en el Ilminsel, para sentarse en sus orillas y también caminar al lado del cauce. Un mirador, que ofrece una hermosa vista del río, y una escalera que permite a los peces remontar la corriente en el Arlmühle se construyó en el Bürgerpark.  En las orillas del Ilm también se colocó  el parque deportivo y de ocio, y ahora hay bancos de flores y de grava.

### Organizaciones culturales
En 2001, se fundó la asociación Künstlerwerkstatt e.   V.  Los conciertos de jazz se llevan a cabo en el taller cerca de la estación de tren de Pfaffenhofen desde 1996. El taller ahora ofrece conciertos y exposiciones regulares. La asociación es sin fines de lucro. Se financia a través de donaciones y cuotas de pertenencia.
En diciembre de 2007, bajo el nombre de Neuer Pfaffenhofener Kunstverein e.   V. fundó una asociación de arte sin fines de lucro. Está dirigida por el escritor Steffen Kopetzky y el pintor Christoph Ruckhäberle . La asociación organiza exposiciones, lecturas y visitas a exposiciones de arte.
El  Internationale Kulturverein Pfaffenhofen e.   V. se ha fijado el objetivo de trabajo la integración intercultural e interreligiosa. Las  Interkulturellen und Interreligiösen Wochen 2018 fue un gran proyecto de la Asociación Cultural Internacional. El programa incluyó   el Festival Cultural Internacional, una exposición con arte del sudeste de Europa, la conferencia del erudito islámico Hamideh Mohagheghi y el día de los niños con la actividad titulada Cuenta una cuento.

## Premios nacionales/internacionales

### La ciudad más habitable del mundo
En octubre de 2011, Pfaffenhofen recibió el  International Award for Liveable Communities, abreviado LivCom-Award. Gracias al premio apoyado por el Programa de las Naciones Unidas para el Medio Ambiente ( PNUMA ), la ciudad es considerada la ciudad más habitable del mundo entre 20,000 y 70,000 habitantes. Pfaffenhofen pudo convencer al jurado en las seis categorías:  diseño de espacios habitables, promoción cultural, preservación del patrimonio tradicional, participación ciudadana, temas sociales o de salud o estrategias para mejorar la protección del medio ambiente y la calidad de vida. Además del Premio LivCom, Pfaffenhofen también recibió un premio ambiental especial.

### Premio de sostenibilidad 2013
El jurado del Premio Alemán de Sostenibilidad premió a la ciudad con el título de  Nachhaltigste Kleinstadt Deutschlands (pequeña ciudad más sostenible de Alemania), especialmente en reconocimiento al equilibrio establecido entre  la planificación urbana y los presupuestos ecológicos que hacen la  ciudad más habitable. El jurado honró así el programa de participación ciudadana de Pfaffenhofen "PAF y DU" y el uso de tecnologías verdes y procesos no contaminantes en su "innovadora planta de cogeneración de biomasa ", con la cual la ciudad fue el primer municipio alemán en alcanzar el objetivo de protección climática establecido en el Protocolo de Kioto en 2001.

## Personalidades

### Hijos e hijas del pueblo
- Johann Schirmbeck (1616–1675), jesuita, profesor universitario en Ingolstadt y Friburgo, Rector de la Universidad de Friburgo (Suiza) y Dillingen
- Karl Schmidhammer (1657–1724), prior del monasterio de Altomünster
- Georg Feldmayr (1756–1834), músico y compositor
- Gabriel Knogler (1759–1838), monje benedictino, naturalista y político.
- Franz Xaver Lettner (1760–1839), pastor, músico y compositor
- Peter Philipp Wolf (1761–1808), historiador, periodista, editor y educador
- Ludwig Achleitner (1799–1873), músico eclesiástico, organista, director y compositor
- Joseph Edmund Woerl (1803–1865), cartógrafo und geógrafo
- Hans Demmelmeier (1887–1973), político
- Joseph Maria Lutz (1893–1972), escritor y poeta
- Wilhelm Wohlgemuth (1900–1978), político (NSDAP), alcalde de Aschaffenburg
- Georg Hipp (1905–1967), fundador de la compañía Hipp Baby Food
- Hanns Stock (1908–1966), egiptólogo
- Anton Thumann (1912–1946), SS-Obersturmführer und Schutzhaftlagerführer
- Lothar Schätzl (1914–2006), artista y profesor de arte
- Michael P. Weingartner (1917–1996), pintor artístico y eclesiástico
- Georg Schmuttermayr (1932–2017), teólogo católico
- Volker Koop (* 1945), publicita, historiador y  periodista
- Heinz D. Kurz (* 1946), economista germano-austriaco
- Helga Müller-Molinari (* 1948), cantante de ópera
- Gerhard Weinberger (* 1948), organista y profesor
- Gerhard Dick (* 1949), germanista, escritor y profesor
- Gabriele Schuster (1956–2017), juez en la Corte Federal de Justicia
- Auwi Geyer (* 1957), músico, director de la escuela de música Pfaffenhofen
- Jürgen Fuchs (* 1965), piloto de motos
- Andreas Altenburg (* 1969), presentador de radio
- Bernd Pichler (* 1969), ingeniero eléctrico y profesor
- Steffen Kopetzky (* 1971), escritor
- Nico Bleutge (* 1972), escritor
- Christoph Ruckhäberle (* 1972), pintor
- Laura Maire (* 1979), actriz
- Charlie Huber (* 1988), jugador de hockey sobre hielo alemán-neozelandés
- Benedikt Paulun (* 1990), actor